# Parcs nationaux de Suède
Vous lisez un « article de qualité » labellisé en 2017.
| Abisko Björnlandet Blå Jungfrun Dalby Söderskog Djurö Fulufjället Färnebofjärden Garphyttan Gotska Sandön Hamra Archipel · d'Haparanda Koster- · havet Muddus Norra Kvill Padjelanta Pieljekaise Sarek Skuleskogen Stenshuvud Stora Sjöfallet Store Mosse Sonfjället Söderåsen Tiveden Tresticklan Tyresta Töfsingdalen Vadvetjåkka Ängsö Åsnen |

Les parcs nationaux de Suède sont des aires protégées qui représentent le niveau de protection le plus strict que le gouvernement suédois peut garantir à une aire naturelle. En 2025, il existe 31 parcs nationaux qui couvrent au total environ 7 400 km2 en excluant les zones marines, soit 1,5 % de la superficie du pays.
La création des parcs nationaux est suggérée dès 1880 par l'explorateur Adolf Erik Nordenskiöld. Mais il faut attendre 1909 pour le vote des premières lois de conservation de la nature et la création des neuf premiers parcs nationaux du pays et d'Europe. Cependant, il n'existe pas alors de définition d'un parc national et peu de moyens sont alloués pour leur préservation, aucune agence gouvernementale gestionnaire n'étant créée. L'association suédoise de protection de la nature s'emploie à pallier ces insuffisances dans les décennies qui suivent. L'association est responsable de la création de plusieurs parcs, tentant en particulier d'améliorer la diversité et la représentativité des milieux protégés. De plus elle parvient lentement à faire évoluer le concept et le cadre légal de la conservation de la nature. Ce travail porte finalement ses fruits au début des années 1960 avec le vote d'une loi de protection de la nature et la création d'une agence dédiée : Naturvårdsverket. Le pays lance alors des grands inventaires de la nature, et à partir des années 1980, le nombre de parcs augmente rapidement, suivant une procédure plus systématique. En particulier, Naturvårdsverket publie en 1989 puis en 2008 des plans (Nationalparksplan) recensant les zones méritant le statut de parc national et servant de guide pour l'expansion du réseau.
De nos jours, le statut de parc national est défini par des critères clairs, dans le but de conserver des zones ayant des qualités écologiques, géologiques et esthétiques exceptionnelles et étant dans un état naturel ou quasi-naturel. De plus, les parcs sont choisis afin d'être représentatifs de la diversité des paysages suédois. Les parcs ont un double objectif : protéger les écosystèmes et promouvoir le tourisme. Le processus de création d'un parc est géré par Naturvårdsverket et la décision finale est votée au Parlement. Le terrain est alors acheté par Naturvårdsverket, aucun terrain privé n'étant autorisé dans le parc. Enfin, la gestion du site suit les directives décrites dans le plan de gestion (Skötselplan), rédigé par Naturvårdsverket de concert avec les acteurs concernés. Les conseils d'administration des comtés sont en général les organismes chargés de cette gestion.
Outre leur statut de parc national, plusieurs sites sont aussi reconnus internationalement, comme site Ramsar, comme réserve de biosphère ou comme site du patrimoine mondial de l'UNESCO, avec en particulier quatre parcs inclus dans la « région de Laponie » et un parc situé dans la « Haute Côte ».

## Histoire

### Les premiers parcs nationaux

#### Premières suggestions

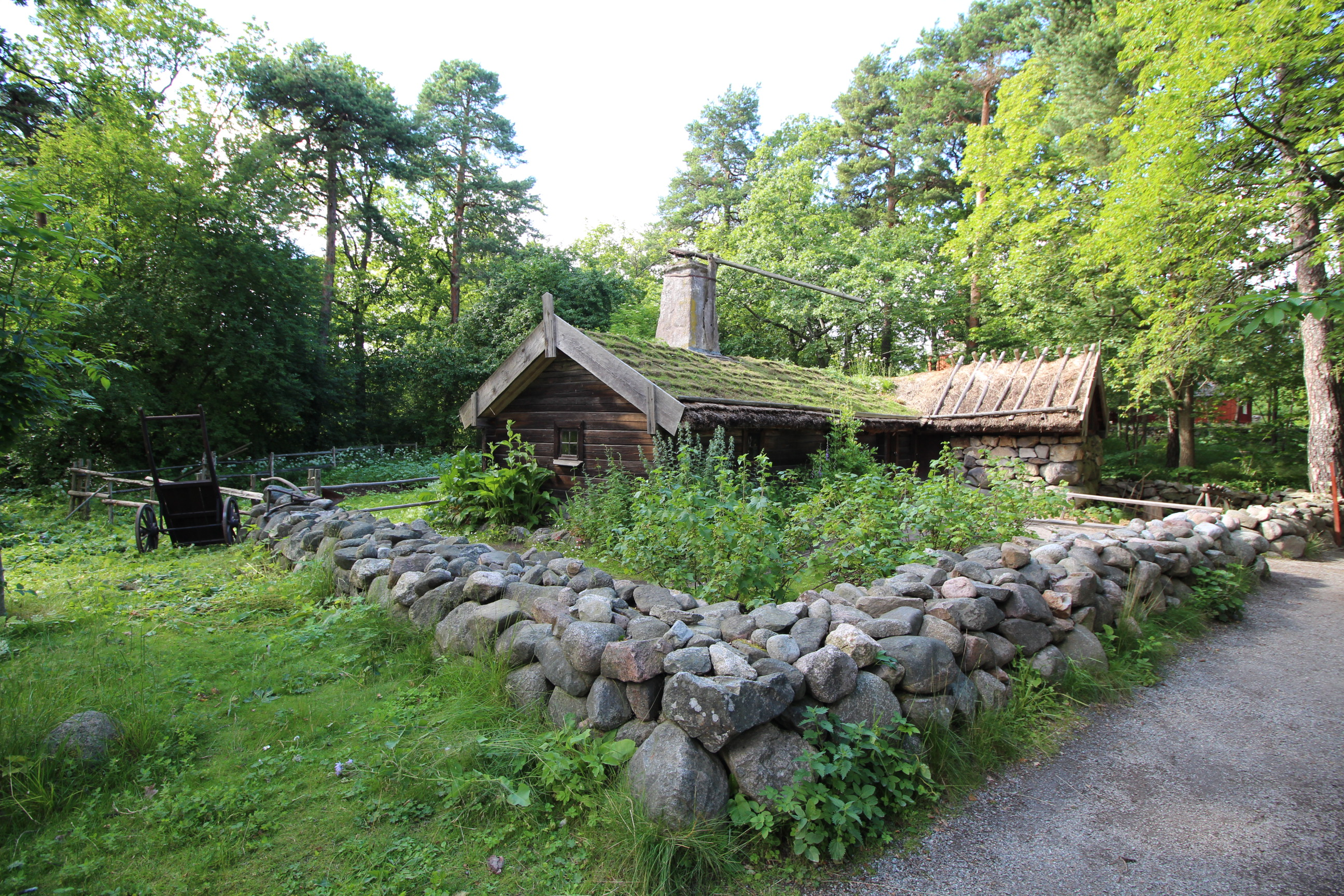
Un des bâtiments traditionnels suédois protégé dans le musée Skansen, à Stockholm.

Dans la seconde moitié du XIXe siècle, l'industrialisation engendre des changements rapides et significatifs dans la société. Le mode de vie traditionnel semble disparaître, et la pression sur les paysages naturels et culturels se fait de plus en plus forte. En partie en opposition à ce phénomène, le nationalisme romantique se répand dans la société suédoise, ce qui transparaît en particulier dans la création artistique. La vie traditionnelle et la nature sont idéalisées, et leur préservation devient une priorité. C'est à cette période, par exemple, que Artur Hazelius collecte des objets et bâtiments de toute la Suède, posant les bases du musée Skansen, l'un des premiers musées en plein air au monde, ouvert en 1891, et du musée nordique. C'est aussi l'époque où se développe le tourisme moderne, avec en particulier l'arrivée en Suède des premiers touristes dans les montagnes du grand Nord, permise par le développement des voies de communications et des infrastructures de Svenska Turistföreningen (STF), association touristique fondée en 1885.
Des conditions très similaires aboutissent à la création du premier parc national au monde : le parc national de Yellowstone, aux États-Unis en 1872. Rapidement, le concept se répand à travers le monde, avec le parc national Royal en Australie en 1879, le parc national de Banff au Canada en 1885, le parc national de Tongariro en 1887 en Nouvelle-Zélande, etc. Dès 1880, l'explorateur Adolf Erik Nordenskiöld est l'un des premiers à proposer la création de parcs nationaux (riksparker, littéralement « parcs du royaume ») dans les pays nordiques. Ses motivations sont totalement inscrites dans un cadre romantique national, avec pour but de préserver « un tableau » de la nature suédoise intacte. Dans un premier temps, cette proposition n'attire pas particulièrement l'attention du public. Mais le débat est relancé en 1904 par le botaniste allemand Hugo Conwentz qui, sur invitation de la Société suédoise d'anthropologie et de géographie à Stockholm, prononce un discours sur les dangers menaçant les paysages naturels... et propositions pour leur protection,. Dans ce discours, il plaide pour la création de petites aires protégées, par initiative privée ou publique. Après Stockholm, Hugo Conwentz répète ses idées devant les scientifiques d'Uppsala, Göteborg et Lund. Si la motivation de Nordenskiöld était surtout esthétique et patriotique, celle de Hugo Conwentz est avant tout scientifique, avec pour but de constituer une sorte de musée.

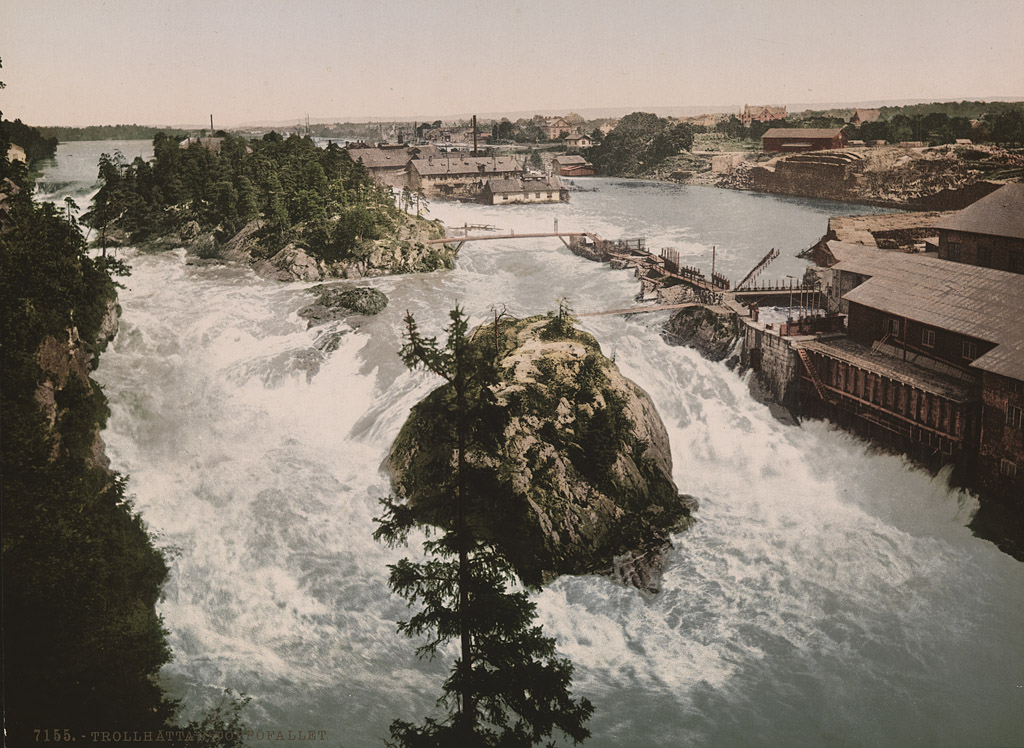
Les chutes de Trollhättan, citées par Hugo Conwentz pour illustrer la destruction progressive des paysages naturels suédois.

Ces réunions créent une vague d'enthousiasme dans le pays. Par exemple, dans le fameux roman Le Merveilleux Voyage de Nils Holgersson à travers la Suède publié entre 1906 et 1907 et destiné à être utilisé pour enseigner la géographie dans les écoles suédoises, l'auteure Selma Lagerlöf, par l'intermédiaire de son personnage l'oie Akka, écrit une ode pour la protection de la nature :

« Il y a une chose dont j’ai souvent voulu te parler, commença-t-elle. Si vraiment tu penses que tu as appris quelque chose de bon parmi nous, tu n’es peut-être pas d’avis que les hommes doivent être seuls sur la terre ? Pense donc quel grand pays vous avez ! Ne pourriez-vous pas nous laisser quelques rochers nus sur la côte, quelques lacs qui ne sont pas navigables et des marais, quelques fjelds déserts et quelques forêts éloignées où nous autres, pauvres bêtes, nous serions tranquilles ? Toute ma vie j’ai été chassée et poursuivie. Comme il serait bon de savoir qu’il y a quelque part un refuge pour une créature comme moi ! »

#### Le travail parlementaire 1904-1909
Une des personnes assistant au discours de Stockholm est Karl Starbäck, botaniste et surtout membre du parlement suédois. Ainsi, un mois après la réunion à Stockholm, il évoque la question de la préservation de la nature suédoise au parlement. Le parlement est enthousiaste et décide de créer une commission parlementaire, sous la supervision de l'Académie royale des sciences de Suède, chargée de déterminer le fonctionnement et les sites à protéger. La commission, en consultation avec de nombreux scientifiques et responsables de domaines forestiers, propose de créer deux statuts de protection : parc national pour des grandes zones et monument naturel pour des plus petits objets. Elle établit aussi une liste de parcs nationaux potentiels, tentant d'inclure des zones représentatives des différents types de paysages suédois. Son rapport est transmis en 1905 à Domänstyrelsen, l'agence responsable des forêts publiques suédoises. Si celle-ci s'accorde avec le besoin de protection de la nature, elle est très critique quant à la sélection, qu'elle trouve incohérente et manquant de bases scientifiques. Ceci porte un coup d'arrêt à la commission et reporte la création des premières aires protégées.

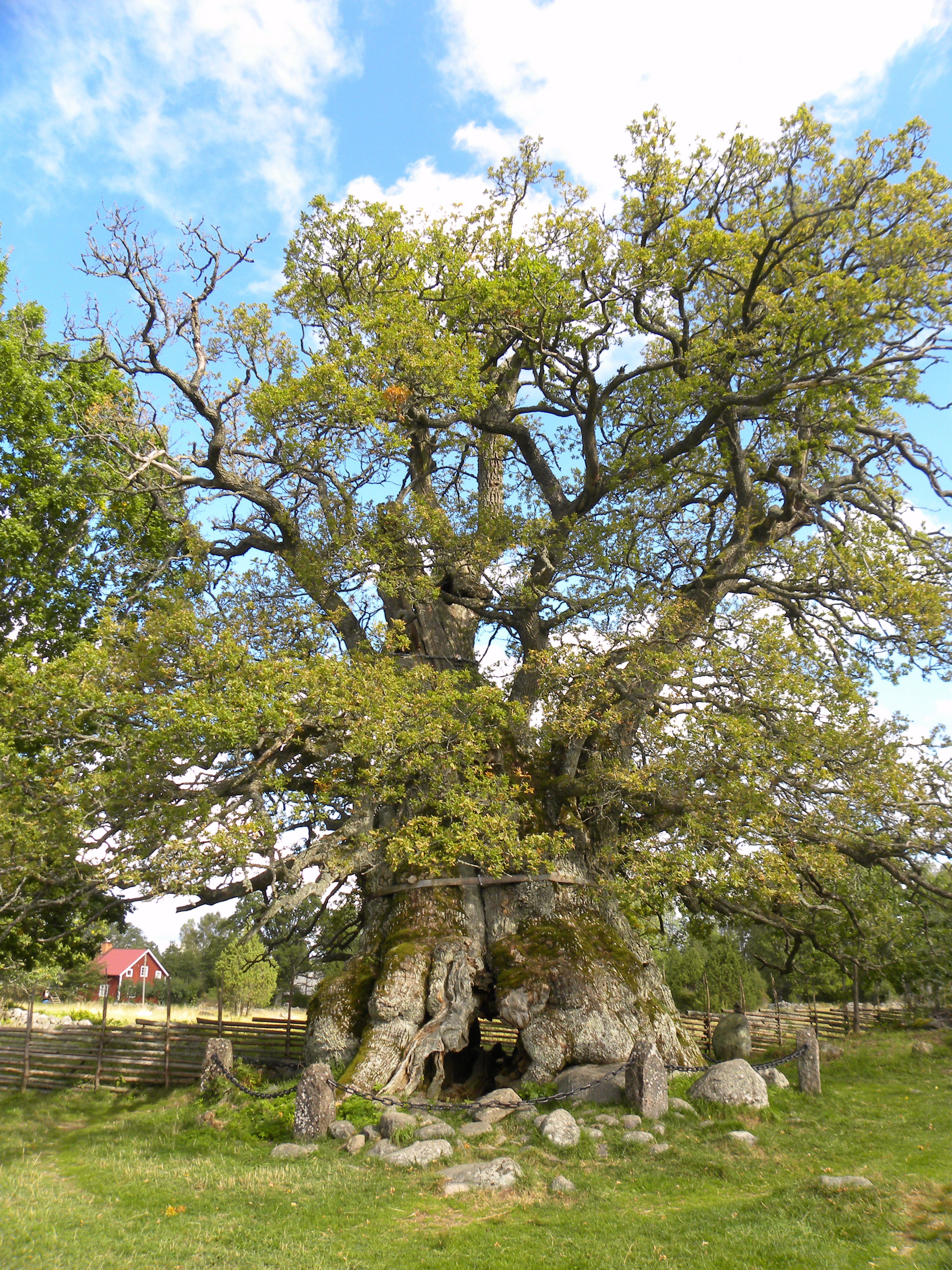
Les arbres sont le type le plus courant de monuments naturels en Suède, tel qu'ici le chêne de Rumskulla, classé en 1928.

Mais le sujet demeure à l'agenda politique. Une nouvelle commission est créée en 1907, dont Karl Starbäck est membre, afin de guider le ministère de l'agriculture qui a repris la question de la protection de la nature. Cette commission reprend en partie les travaux de la précédente : la proposition de loi pour les monuments naturels s'inspire de la discussion d'Hugo Conwentz et donc du modèle prussien tandis que les parcs nationaux, destinés à être de plus grande taille, s'inspirent du modèle américain. Cependant, seuls neuf parcs nationaux sont proposés, ce qui est nettement moins que la proposition de la commission précédente ; et l'essentiel de leur superficie est concentré dans le Nord du pays. En d'autres termes, la représentativité que recherchait la première commission est totalement abandonnée. En revanche, la minimisation des conflits économiques est considérée comme essentielle, et il est précisé que les parcs ne peuvent être établis que sur des terrains publics. Enfin, le tourisme a une influence déterminante sur le choix des premiers sites, du fait de l'influence de la STF.
Tout ce processus aboutit en 1909, qui est depuis célébrée comme l'année de la protection de la nature en Suède. Le 16 mai, la Svenska Naturskyddsföreningen (SNF, Association de protection de la nature) est créée. Mais surtout, à peu près à la même période, la commission transmet deux propositions au parlement. La première concerne la création d'une loi définissant le statut de monument naturel (Naturminne) et d'une loi définissant celui de parc national (Nationalpark). La deuxième concerne la création de dix parcs nationaux (le plus grand parc parmi les neuf initialement suggérés est divisé en deux : parc national de Sarek et parc national de Stora Sjöfallet). La loi sur les monuments naturels suscite quelques débats, mais celle sur les parcs nationaux est acceptée en l'état. C'est donc le 25 juin 1909 que la Suède crée ses premières lois de protection de la nature et les premiers parcs nationaux du pays et d'Europe.

### Des débuts hésitants

#### Gestion

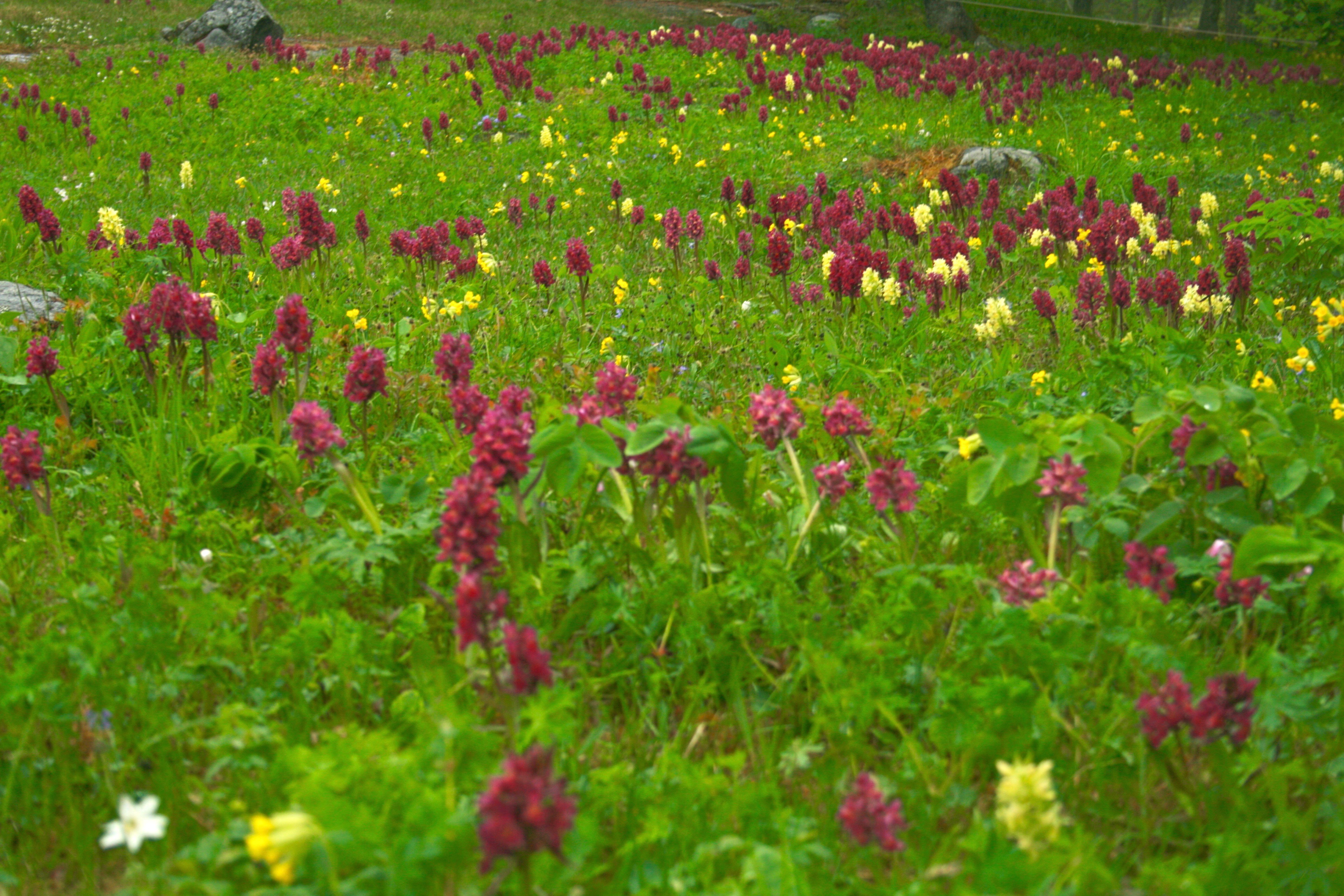
Prairie parsemée d'orchis sureau (Dactylorhiza sambucina) dans le parc national d'Ängsö.

La gestion des premiers parcs est confiée à l'Académie royale des sciences de Suède, qui est considérée comme l'organisation la plus qualifiée, et aussi pour faire parallèle à la gestion des sites historiques par l'Académie Royale Suédoise des Belles-Lettres, de l'Histoire et des Antiquités. La Domänstyrelsen avait aussi été envisagée mais était considérée comme moins appropriée car l'organisation est plutôt chargée de la gestion des forêts publiques à des fins économiques. Elle reçoit cependant en 1909 le droit de former ses aires protégées : les réserves domaniales (Domänreservat). L'Académie décide de déléguer la gestion des parcs nationaux et monuments naturels à un comité de protection de la nature en son sein (naturskyddskommitté) qui, dans un premier temps, ne compte que trois responsables. Entre 1910 et 1913, le comité prend ses premières décisions en établissant les limites précises des neuf premiers parcs nationaux du pays : Sarek, Stora Sjöfallet, Pieljekaise, Abisko, Sonfjället, Gotska Sandön, Garphyttan, Ängsö et Hamra. Les limites du dixième, qui devait être établi dans la forêt primaire du district de Tärendö, ne sont jamais arrêtées et la création de ce parc est finalement abandonnée vers 1927-1930.
Cependant, très vite les limites de la gestion par le comité apparaissent. Tout d'abord, l’État octroie des moyens financiers très limités à l'Académie pour la gestion des aires protégées. Par exemple, les responsables ne sont pas rémunérés, seule une secrétaire l'était. En outre, à cette époque, l'idéal de gestion est de laisser la nature évoluer sans influence humaine, ce qui signifie en pratique que la nature est abandonnée à elle-même. Ceci a des conséquences très négatives sur certains parcs, en particulier Garphyttan et Ängsö dont les prairies ne se maintiennent que grâce au fauchage ou au pâturage par le bétail. Du fait de leur protection comme parc national, ces activités y sont interdites, et les prairies fleuries disparaissent progressivement au profit d'arbres et arbustes.

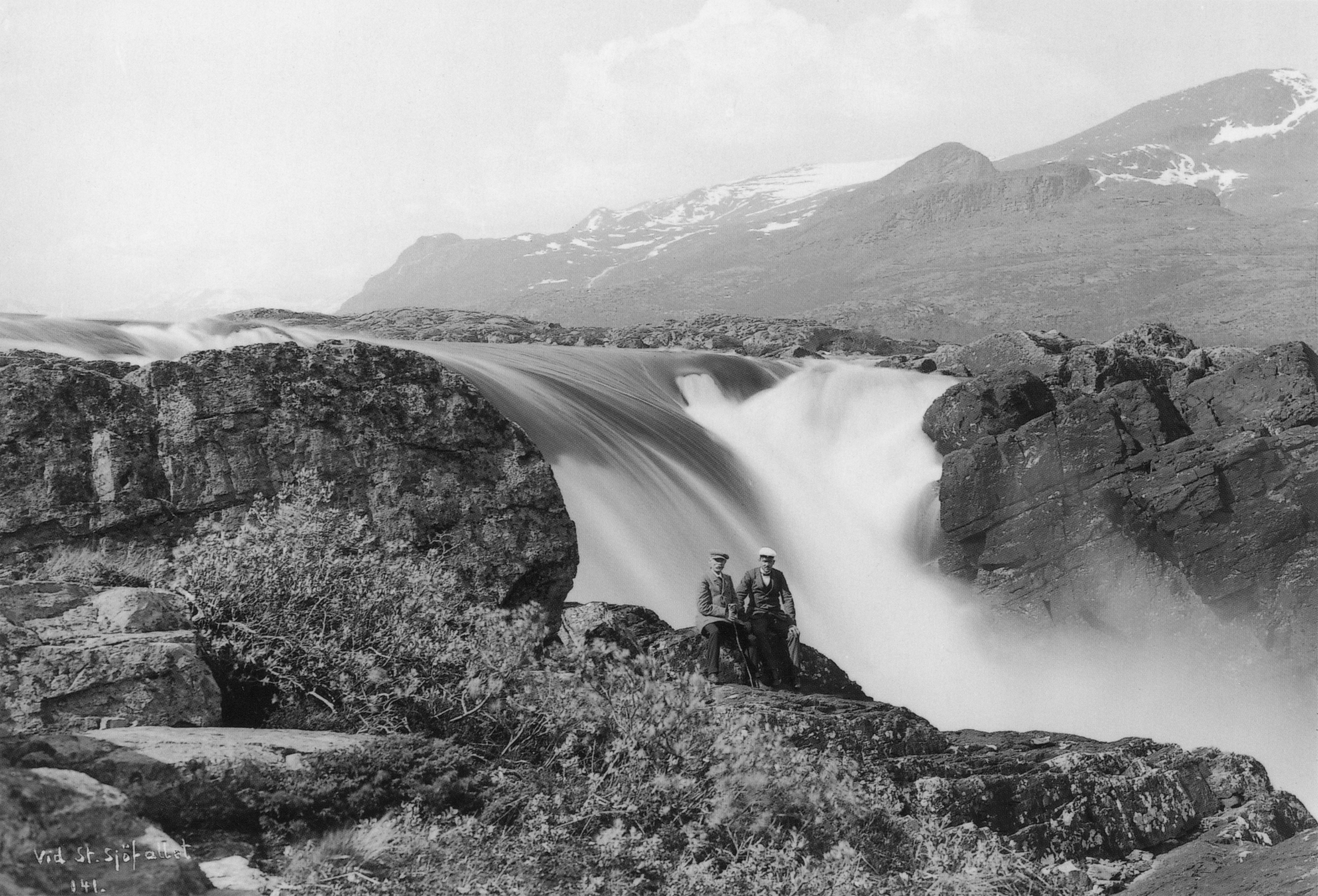
La cascade de Stora Sjöfallet, aujourd'hui presque asséchée.

Mais la conséquence la plus négative de la faiblesse de la gestion des parcs nationaux suédois est le sort du parc de Stora Sjöfallet. À la fin des années 1910, l'entreprise publique Vattenfall propose de construire un grand barrage sur le fleuve Luleälven afin d'en réguler le débit : ce barrage inonderait une grande partie de la vallée centrale du parc national. L'Académie des sciences mentionne explicitement le fait qu'une telle construction affecterait très négativement la nature de la région, le réseau de lacs de la vallée, qui disparaîtrait avec la construction du barrage, étant l'une des principales raisons de la création du parc. Même la célèbre cascade, principale destination touristique, s'en trouverait affectée. L'Académie finit cependant par agréer le projet, considérant que les gains économiques le justifient, et le parlement décide donc d'amputer le parc de 120 km2 en 1919 pour permettre la construction du barrage de Suorva.
Les associations de protection de la nature, initialement favorables à la création des parcs nationaux, se font de plus en plus critiques. Une des personnalités les plus engagées est Rutger Sernander, fondateur et directeur de la SNF. Il critique très fortement le manque de gestion et demande, en 1924, la création d'un poste au sein du ministère de l'Agriculture destiné à la protection de la nature, afin que l’État soit impliqué plus directement dans la gestion. Cette proposition est cependant refusée, en partie à cause de l'opposition de l'Académie des sciences qui souhaite conserver son rôle. Dix ans plus tard, Rutger Sernander est nommé à la tête d'une commission ordonnée par le ministère des affaires ecclésiastiques (futur ministère de l'Éducation) pour décider de la meilleure façon d'organiser la protection de la nature en Suède. Il propose alors, entre autres, la création d'une petite agence d’État au sein du ministère, dirigée par une personne qualifiée dans le domaine des sciences de la nature. L'Académie des sciences se prononce en faveur du projet, reconnaissant finalement qu'elle n'a pas les moyens de gérer le nombre croissant d'espaces protégés. Malgré les espoirs suscités par cette commission, les propositions ne sont pas reprises au parlement. Ceci s'explique en partie par le fait que ces propositions mettent toujours l'accent sur l'aspect scientifique de la protection de la nature alors que la société évolue de plus en plus vers une vision sociale et touristique.
Le besoin d'une protection active s'impose tout de même au niveau au niveau gouvernemental dans les années 1940, et la restauration active des prairies d'Ängsö par exemple est décidée en 1943.

#### Timide expansion

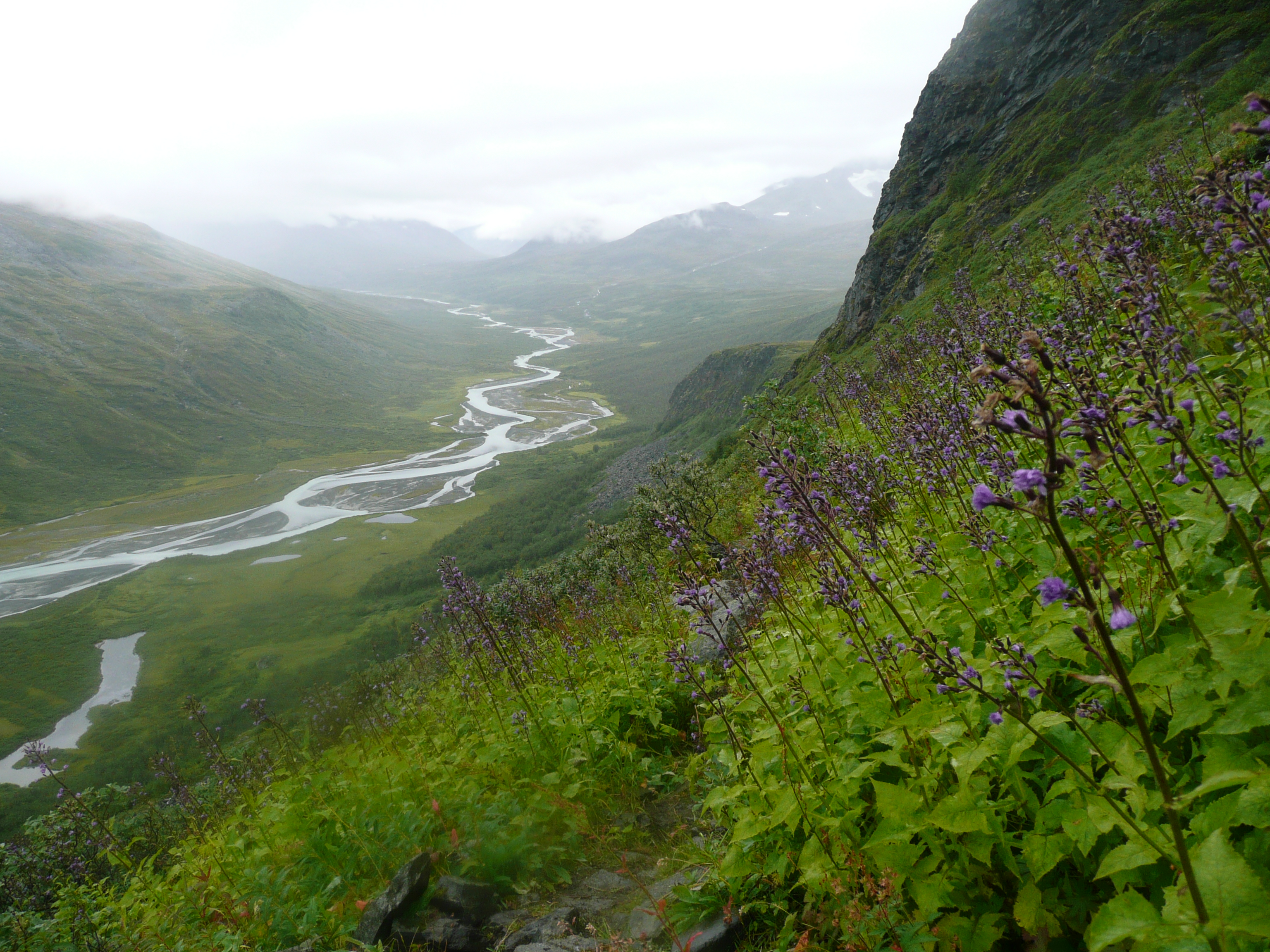
La grande majorité de la superficie des neuf premiers parcs nationaux se trouve dans les montagnes, comme ici le parc national de Sarek.

Durant les décennies suivant la création des neuf premiers parcs, le nombre et la superficie totale des parcs évoluent peu. Entre les années 1910 et 1930, seuls cinq petits parcs nationaux sont établis : Dalby Söderskog, Vadvetjåkka, Blå Jungfrun, Norra Kvill et Töfsingdalen. De plus, la loi de 1909 ne donne presque aucun critère sur ce qui définit un parc national et comment son emprise doit être déterminée. Ainsi, ces parcs sont créés souvent sur recommandation de personnes influentes, plus que pour les valeurs intrinsèques de la zone à protéger. Par exemple, la création du parc national de Dalby Söderskog, d'une surface de seulement 37 ha, s'explique surtout par l'influence de la société botanique de l'université de Lund dont le siège se trouvait aux environs. Afin de faciliter la création de nouveaux parcs, il est proposé à plusieurs reprises d'étendre le concept de parc national pour autoriser la création sur des terrains privés, sans succès.
Les associations de protection de la nature critiquent le faible nombre de parcs, peu représentatifs de l'ensemble de la nature suédoise, ainsi que leur taille trop limitée. Ces critiques sont d'autant plus fortes que les pressions sur la nature ne font qu'augmenter, et de nombreux sites naturels de grande valeur sont exploités et perdus à jamais. Dans les années 1920, Rutger Sernander explique que l'État devrait avoir l'ambition de créer des nouveaux parcs ou des réserves de grande taille pour protéger des unités écologiques entières, représentatives de tous les types de nature du pays. C'est l'une des premières fois que la protection d'une unité écologique est mentionnée dans le débat en Suède, et ceci est en grande partie lié aux travaux scientifiques menés à l'université d'Uppsala. La SNF décide alors de mener son propre inventaire de la nature suédoise digne d'être protégée. Elle propose par exemple dans les années 1920-1930 d'établir un grand parc national dans les forêts du Nord, et après un long processus, en grande partie à cause de la lenteur de l'Académie des sciences, cette proposition est couronnée de succès avec la création du parc national de Muddus en 1942. Muddus est le plus grand parc national en dehors des montagnes, et peut être considéré à ce titre comme l'un des plus importants de tout le pays en termes de biodiversité.
Dans les années 1930, la protection de la nature revient un peu au cœur des débats en Suède. Ceci peut s'expliquer en partie par le fait que la protection de la nature cesse d'être un concept principalement scientifique et élitiste, comme elle l'était jusqu'alors en Suède, et se démocratise. La population urbaine en constante augmentation apprécie de plus en plus le caractère récréatif de la nature. Pour Sten Selander, nouveau président de la SNF, la nature doit être protégée pour le bien de chacun. De plus, il ne s'agit plus seulement de préserver quelques zones naturelles : le respect et la protection de la nature doivent être pris en compte dans tous les aspects de la société. Alors que le parlement étudie en 1936 dans quelle mesure les espaces naturels protégés pourraient être utilisés à des fins touristiques, l'Académie des sciences s'oppose à cette évolution, en expliquant que si l'on peut créer différents types de réserves naturelles, le tourisme n'est pas la vocation première des parcs nationaux. Le parlement crée néanmoins en 1937 une commission, dont les réflexions sur les activités de plein air et la protection de la nature vont avoir une influence déterminante dans les décennies qui suivent.

Le lac Lycksjön à Tyresta. La forêt de Tyresta est achetée en 1936 par la commune de Stockholm pour en faire une zone de récréation.

### Le renouveau

#### Les lois de 1952 et 1963-1964
Après la Seconde Guerre mondiale, le débat sur la protection de la nature et les activités de plein-air reprend de plus belle. L'Académie demande au gouvernement une nouvelle étude sur la gestion des aires protégées, expliquant que la situation a fortement changé depuis les lois de 1909 et que le cadre légal est donc obsolète. L'étude, commandée en 1946, s'étale sur quatre ans. Le rapport est remis durant l'hiver 1950-1951. Il propose une nouvelle loi de protection de la nature, ainsi qu'une nouvelle organisation : naturvårdsnämnd (Conseil de protection de la nature), et se veut beaucoup plus moderne dans sa vision de la protection de la nature, incluant en particulier l'aspect récréatif et la nécessité d'une gestion active des sites protégés. Il est proposé que l'État ait le droit d'exproprier pour former un parc national sur un terrain privé. Enfin, un nouveau type d'aire protégée est proposé, inspiré de l'étude lancée en 1937 : le parc naturel (Naturpark), permettant la conservation de la nature à des fins principalement récréatives. En 1952, le parlement met en vigueur la loi de protection de la nature naturskyddslag, qui vient donc remplacer la loi de 1909. En revanche, il est décidé de ne pas proposer au parlement la création du naturvårdsnämnd et, à la place, la gestion des aires protégées est divisée entre Domänstyrelsen et l'Académie des sciences ; la SNF est reconnue officiellement comme consultante.

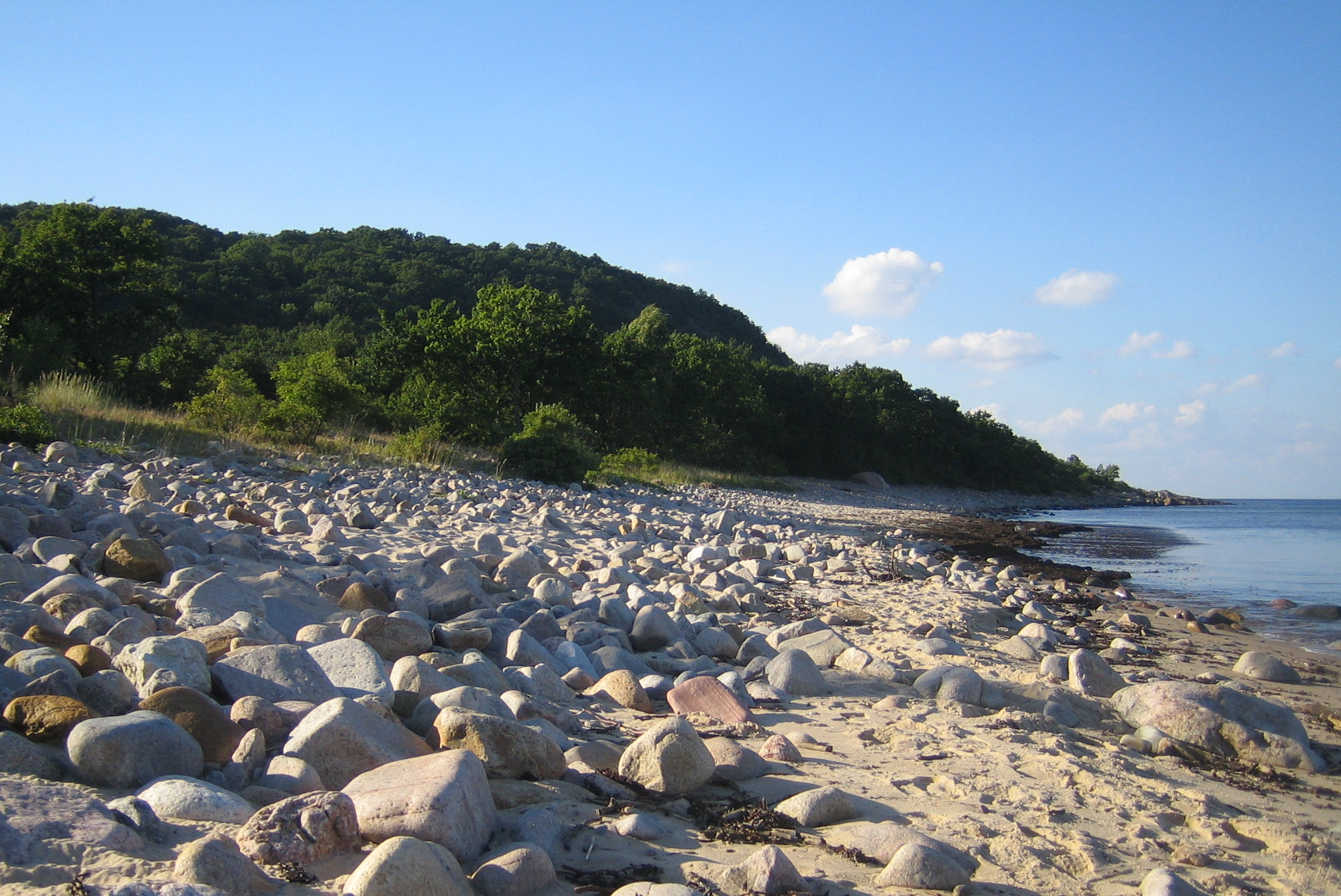
La colline qui deviendra le parc national de Stenshuvud, protégée comme monument naturel en 1931 et convertie en réserve naturelle en 1967.

L'absence d'organisation centrale pour la gestion est immédiatement très critiquée. De plus, les moyens financiers alloués par l’État demeurent très limités. Dans l'ensemble, il devient clair que la loi de 1952 n'est pas à la hauteur des espérances et, dès 1959, une nouvelle étude est lancée. Le rapport présenté en 1961 peut être considéré comme le document fondateur de la protection de la nature moderne en Suède. Pour la première fois, l'aspect écologique est mentionné dans un document officiel, mais le rapport reprend aussi le concept de représentativité, et pour la première fois n'oppose plus le tourisme et la protection mais les considère comme deux éléments essentiels qu'il faut combiner grâce à des règles spécifiques. L'importance du respect de la nature dans son ensemble au-delà de la protection de certaines zones, est aussi soulignée. La création du conseil de protection de la nature est à nouveau proposée, mais dans une forme sensiblement différente. Enfin, le rapport propose de remplacer le parc naturel et les grands monuments naturels par des réserves naturelles. Un point sémantique intéressant est le remplacement de naturskydd par naturvård. Les deux peuvent être traduits par « protection de la nature », mais tandis que skydd signifie une protection contre toute menace externe, vård signifie plutôt « soin », et donc implique non seulement protection mais aussi un entretien actif si besoin est. Entre 1963 et 1964, le parlement accepte les propositions qui reprennent dans les grands traits tous les points du rapport, mettant ainsi en place la loi de protection de la nature naturvårdslag.

#### Mise en œuvre

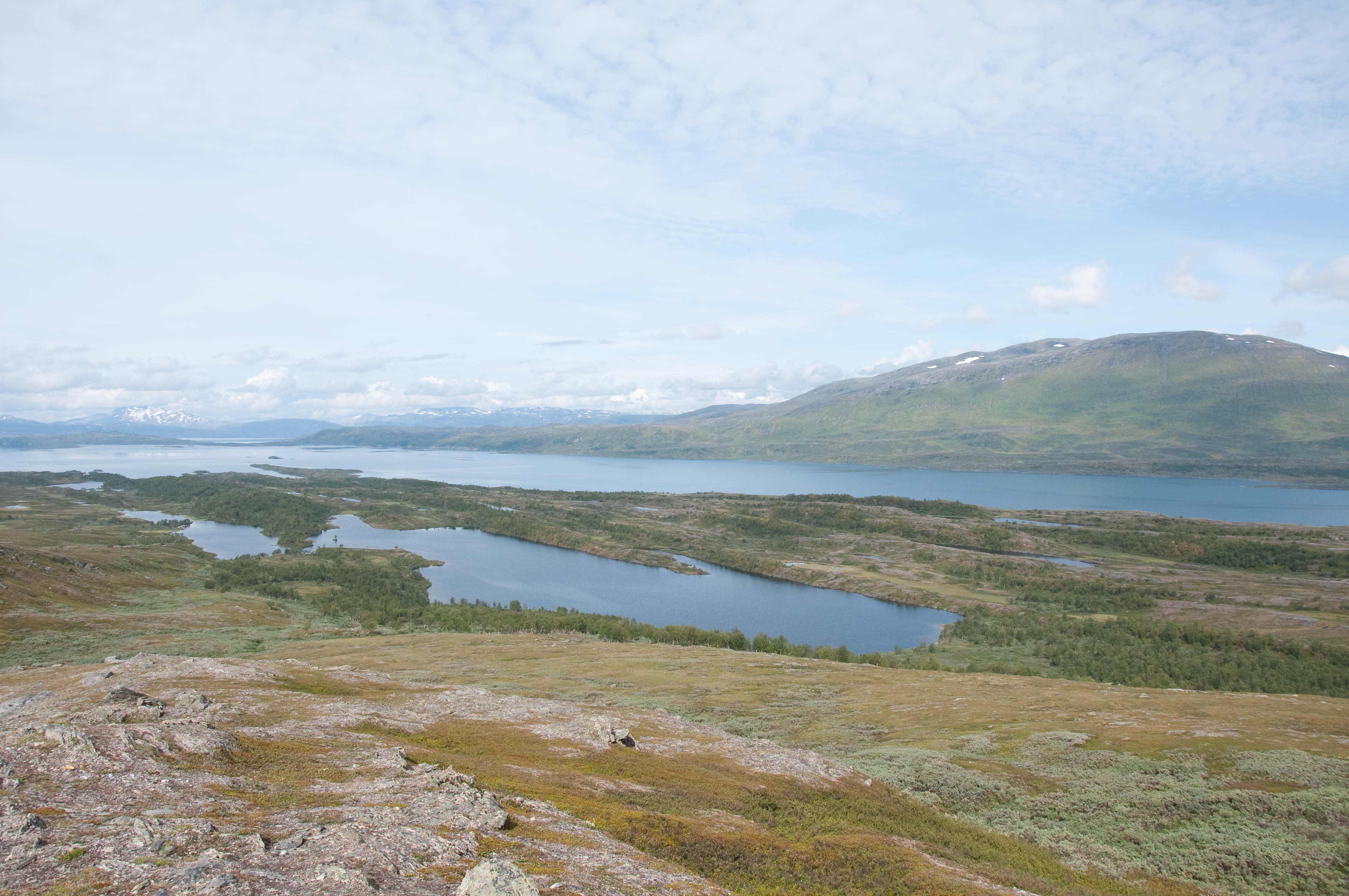
Multitude de lacs, dont le vaste Virihaure dans le parc national de Padjelanta.

En dehors des études et des lois en résultant sur le cadre formel de la protection de la nature en Suède, peu de changements ont lieu pour les parcs nationaux depuis la création de Muddus. En revanche, la pression sur la nature s'est accentuée significativement, en particulier dans la partie nord du pays, avec les développements majeurs de l'hydroélectricité. Dans les années 1950, des voix commencent à s'élever, et l'industrie hydroélectrique et les protecteurs de la nature finissent par trouver un compromis en 1961 appelé la « paix de Sarek » (Freden i Sarek). Ce compromis autorise Vattenfall à continuer l'exploitation de certaines rivières tandis que d'autres, dont en particulier les rivières au cœur du parc national de Sarek, sont intégralement protégées. En outre, ce compromis aboutit à la création du plus grand parc national de Suède, à Padjelanta, en 1962, qui avait été proposée en 1957 par, entre autres, la STF et la SNF,. À peu près à la même période, la superficie du parc de Gotska Sandön est doublée pour inclure toute l'île.
La loi de protection de la nature de 1964 va profondément modifier le paysage de la protection de la nature en Suède. Premièrement, le statut de réserve naturelle, de par sa flexibilité, est très populaire, et en 2010, il y aura ainsi 3 100 réserves naturelles dans le pays,. Deuxièmement, la protection de la nature est maintenant assurée par une agence d'État, le conseil de protection de la nature, formé en 1962 et qui en 1967 fusionne avec d'autres agences pour devenir la Naturvårdsverket (Agence de protection de la nature). Comme voulu par le rapport de 1961, l'une des premières tâches de Naturvårdsverket est l'organisation avec les comtés d'un inventaire national de la nature, tel que celui commencé par SNF plusieurs décennies plus tôt, mais inachevé par manques de moyens. Le but de ce travail est à la fois de décrire et répertorier avec précision la nature, mais aussi d'évaluer la valeur écologique des sites. Après plusieurs années, le travail se développe en collaboration avec les autres Pays nordiques.
À la fin de cette période, le travail de création de parcs nationaux reprend. Alors que seulement sept parcs nationaux ont été établis entre 1910 et 1980, quatre parcs le sont entre 1982 et 1986. De plus, beaucoup de ces parcs sont situés dans le sud du pays, jusque-là peu représenté. Ainsi, le parc national de Store Mosse est créé en 1982 afin de protéger le plus grand réseau de tourbières du Sud suédois, et est suivi de près par le parc national de Tiveden (1983), le parc national de Skuleskogen (1984) et le parc national de Stenshuvud (1986).

### Les parcs nationaux modernes

#### Le premierNationalparksplan- 1989

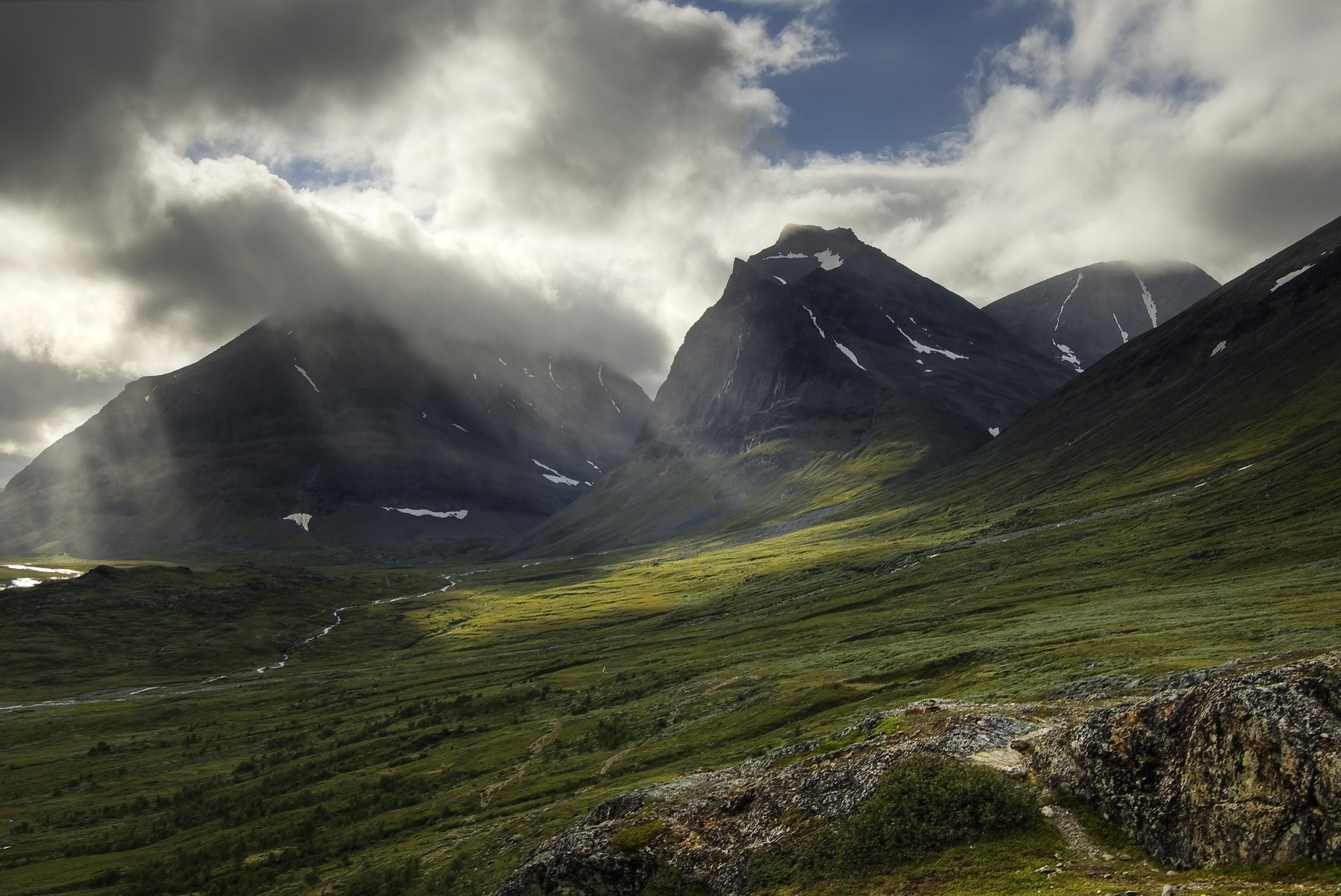
Le massif du Kebnekaise est au cœur du parc des montagnes de Kiruna, proposé en 1989.

En 1989, comme aboutissement de l'inventaire de la nature suédoise et de la loi de 1964, Naturvårdsverket publie le premier plan pour les parcs nationaux (Nationalparksplan). Ainsi pour la première fois, le réseau de parcs nationaux et son expansion sont envisagés de façon rationnelle. Le travail sur ce plan commence en 1986 et est basé en partie sur les règles définies par l'Union internationale pour la conservation de la nature. En particulier, les parcs doivent autant que possible avoir une superficie d'au moins 1 000 ha. Un des points les plus importants de ce plan est la représentativité, et pour cela, la Suède est divisée en huit régions naturelles ; la création de parcs nationaux a pour but de protéger des sites exceptionnels représentatifs de ces régions.
Finalement, le plan propose la création de vingt parcs nationaux et l'extension de quelques anciens parcs (Sarek, Padjelanta et Norra Kvill). Les parcs de Vadvetjåkka et Abisko doivent disparaître au profit du vaste parc national des montagnes de Kiruna (Kirunafjällen) comprenant notamment le point culminant de la Suède, le Kebnekaise ; le petit parc de Töfsingdalen doit être intégré dans le grand parc de Rogen-Långfjället,. Enfin, le plan tente de corriger les erreurs du passé. En particulier, il est proposé que le parc de Stora Sjöfallet, coupé en deux par un lac de barrage, disparaisse, sa partie sud étant intégrée à Sarek tandis que la partie nord est reclassée comme réserve naturelle. De même, les petits parcs nationaux (Hamra, Garphyttan et Dalby Söderskog) qui ne remplissent plus les critères contemporains sont aussi proposés au reclassement en réserve naturelle.
Finalement, ce plan n'est mis en œuvre que partiellement. Huit parcs sont créés : le parc national de Björnlandet (1991), le parc national de Djurö (1991), le parc national de Tyresta (1993), le parc national de l'archipel d'Haparanda (1995), le parc national de Tresticklan (1996), le parc national de Färnebofjärden (1998), le parc national de Söderåsen (2001) et le parc national de Fulufjället (2002). En outre, Norra Kvill est agrandi en 1994 de 27 à 111 ha. En revanche, un certain nombre de propositions ne se réalisent pas. Par exemple, les modifications de Stora Sjöfallet et la création du parc national de Sjaunja sont abandonnées lorsque ces sites sont ajoutés au patrimoine mondial (aux côtés de Sarek et Padjelanta) en 1996 sous la dénomination région de Laponie. En effet, cette nomination offre déjà à la zone la plus haute protection de la nature en Suède, et rend donc obsolète la distinction entre réserve naturelle et parc national. Enfin, des propositions sont abandonnées à cause d'une forte opposition locale. C'est en particulier le cas du projet de parc national des montagnes de Kiruna, qui aurait été l'un des plus grands parcs d'Europe (4 360 km2) mais qui est rejeté par les habitants de la commune de Kiruna qui craignent des restrictions sur leur droit de pêche et de chasse et d'utiliser des motoneiges.

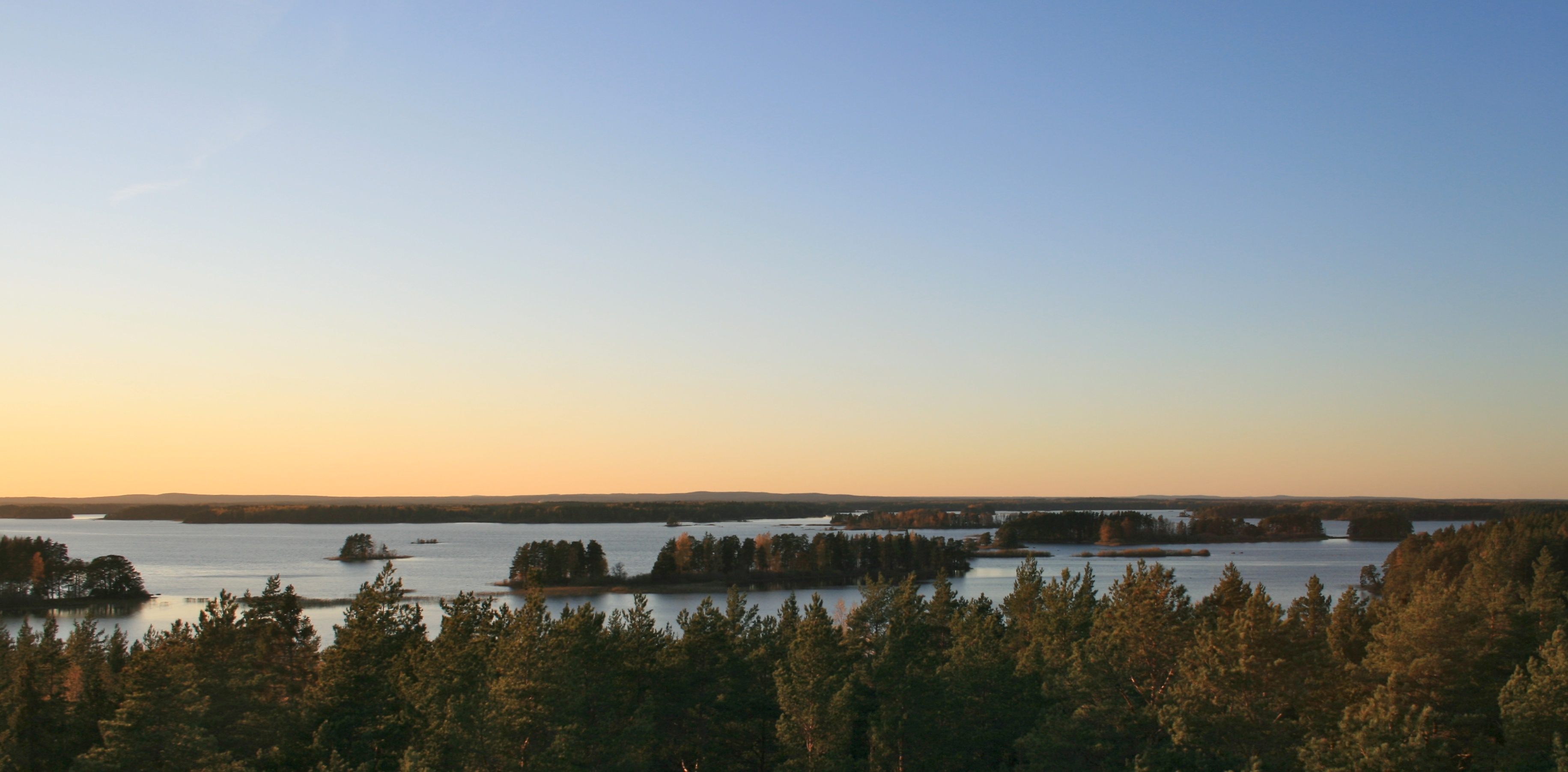
Coucher de soleil sur le parc national de Färnebofjärden.

En parallèle à la création des parcs nationaux, la protection de la nature connaît un grand nombre de changements pendant cette période. Par exemple, plusieurs rivières sont protégées en 1993 contre les aménagements hydroélectriques, et en particulier quatre d'entre elles sont classées « rivières nationales » (Nationalälvar), en référence aux parcs nationaux. L'année suivante, le pays créé aussi le premier « parc national urbain » (nationalstadspark) au monde : le parc national urbain royal, à Stockholm. En 1999, toutes les lois liés à l'environnement sont regroupées dans un seul code : le code de l'environnement (Miljöbalken). Dans l'ensemble, ce code reprend les lois de 1964 avec peu de modifications. À peu près à la même période, Naturvårdsverket propose d'établir des objectifs environnementaux (Svenska miljömål) afin de guider le travail environnemental dans les années à venir. Ce document, renouvelé fréquemment, fixe en particulier des objectifs en termes de surface protégée dans les différentes catégories d'espaces naturels (forêts, montagnes, zones humides, etc.).

#### Le deuxièmeNationalparksplan- 2008

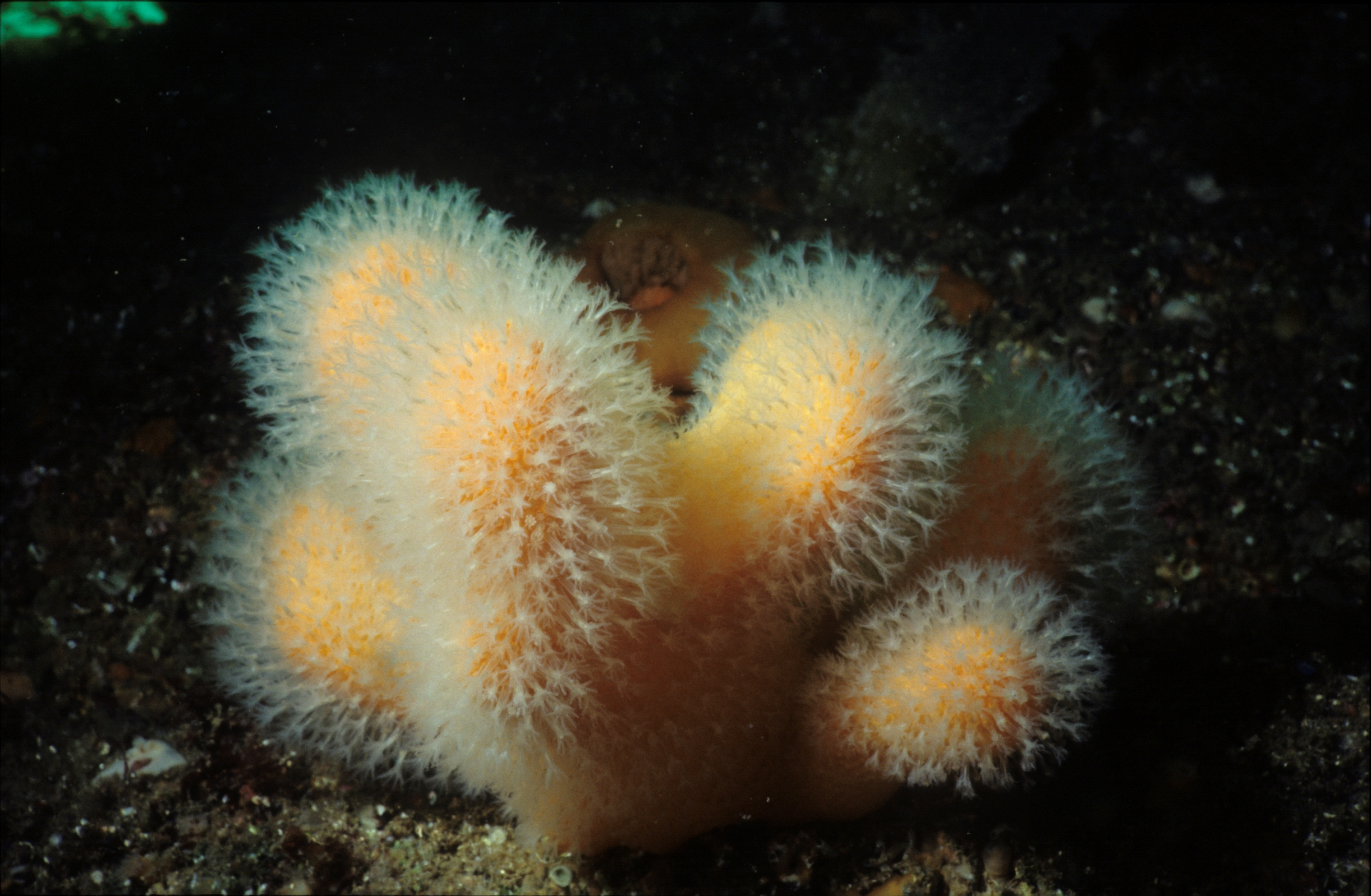
Alcyonium digitatum dans le parc national de Kosterhavet.

En 2001, le gouvernement publie le document En samlad naturvårdspolitik (Une politique unifiée de la protection de la nature) dans lequel il souligne l'importance des parcs nationaux dans la politique de protection de la nature. Les parcs nationaux sont vus comme un gage de qualité en Suède comme à l'étranger, et attirent donc les touristes, ce qui est important pour l'économie locale. Enfin, le document préconise une mise à jour du plan, en impliquant de façon plus significative les populations locales.
Le nouveau Nationalparksplan est proposé en 2007 aux organisations consultatives puis publié dans sa forme finale en 2008. Il reprend plusieurs des propositions du plan de 1989 qui n'ont pas encore abouti, mais apporte aussi plusieurs changements. Ils sont en grande partie dus aux inventaires nationaux qui ont eu lieu depuis 1989 et qui ont amélioré les connaissances sur la nature suédoise. En particulier, les zones humides ainsi que les aires marines, dont en particulier les nombreux archipels, étaient jusqu'ici sous-représentées et font l'objet de plusieurs propositions dans ce plan. Finalement, le plan propose la création de treize parcs nationaux et l'extension de sept parcs existants (Sarek, Padjelanta, Hamra, Björnlandet, Skuleskogen, Tiveden et Götska Sandön). La majorité de la superficie (73 %) de ces zones est déjà protégée comme réserve naturelle, mais le statut de parc national est plus strict. L'application totale de ce plan correspondrait à un réseau ayant plus du double de la superficie de 2009. Outre ce plan à long terme, Naturvårdsverket publie un plan donnant les priorités sur la période 2009-2013 puis en 2015 un plan concernant la période 2015-2020.
L'année même de la publication du rapport, le parc national de Kosterhavet est établi, devenant ainsi le premier parc national marin de Suède. En 2011, le parc de Hamra qui, selon le plan de 1989, devait être déclassé comme réserve naturelle à cause de sa petite taille, est à la place étendu de 28 ha à 1 383 ha, ce qui lui permet de satisfaire aux critères modernes de taille des parcs nationaux. Concomitamment à cette extension, Naturvårdsverket tente de moderniser l'image des parcs nationaux pour en augmenter l'attrait touristique, tout en améliorant les infrastructures pour mieux accueillir et canaliser les visiteurs. Ce travail est complété en 2014 par le changement des règles concernant le tourisme dans seize des vingt neuf parcs nationaux du pays. En particulier, toute activité économique était initialement interdite dans plusieurs parcs, ce qui empêchait le tourisme organisé, cette restriction est maintenant assouplie considérablement. L'élargissement du réseau continue avec l'expansion en 2017 des parcs de Tiveden et Björnlandet et en 2018, l'inauguration du parc national d'Åsnen.

## Statut légal
Le statut de parc national est défini par le code de l'environnement (Miljöbalken) de 1998, plus précisément les paragraphes 2 et 3 du chapitre 7:

« 2 § Ett mark- eller vattenområde som tillhör staten får efter riksdagens medgivande av regeringen förklaras som nationalpark i syfte att bevara ett större sammanhängande område av viss landskapstyp i dess naturliga tillstånd eller i väsentligt oförändrat skick. »

« 3 § Föreskrifter om vård och förvaltning av nationalparker och om inskränkningar i rätten att använda mark eller vatten inom nationalparker får meddelas av regeringen eller den myndighet som regeringen bestämmer. »

Ce qui peut se traduire par :

« 2 § Une zone terrestre ou aquatique qui appartient à l'État peut être déclarée parc national par le gouvernement, après approbation du parlement, dans le but de protéger une grande zone contiguë d'un certain type de paysage dans son état naturel ou essentiellement inchangé. »

« 3 § Les règles sur la protection et la gestion des parcs nationaux et les limitations dans les droits d'utilisation du sol ou de l'eau dans les parcs nationaux peuvent être établies par le gouvernement ou l'agence désignée par le gouvernement. »

### Critères
Les critères constitutifs d'un parc national sont fixés dans les grandes lignes par le code de l'environnement, mais Naturvårdsverket, en tant qu'agence responsable, se base aussi sur les critères internationaux définis par l'Union internationale pour la conservation de la nature en 1994. En pratique, d'après les critères retenus par l'agence, les parcs nationaux doivent :
- être représentatifs des différents types de paysages suédois.
- être de taille suffisante pour protéger tout un écosystème. La taille minimale est typiquement fixée à 1 000 ha sauf dans les montagnes où le minimum est 25 000 ha.
- être constitués de paysages naturels ou essentiellement naturels.
- inclure des paysages grandioses ou exceptionnels.
- inclure une nature à grande valeur écologique ou géologique.
- être sélectionnés dans l'ensemble du pays.
- pouvoir être utilisés pour des activités de plein air, l'étude de la nature, la recherche et le tourisme.

Pour des raisons historiques, certains anciens parcs nationaux ne satisfont pas aux règles ci-dessus, en particulier en termes de taille.

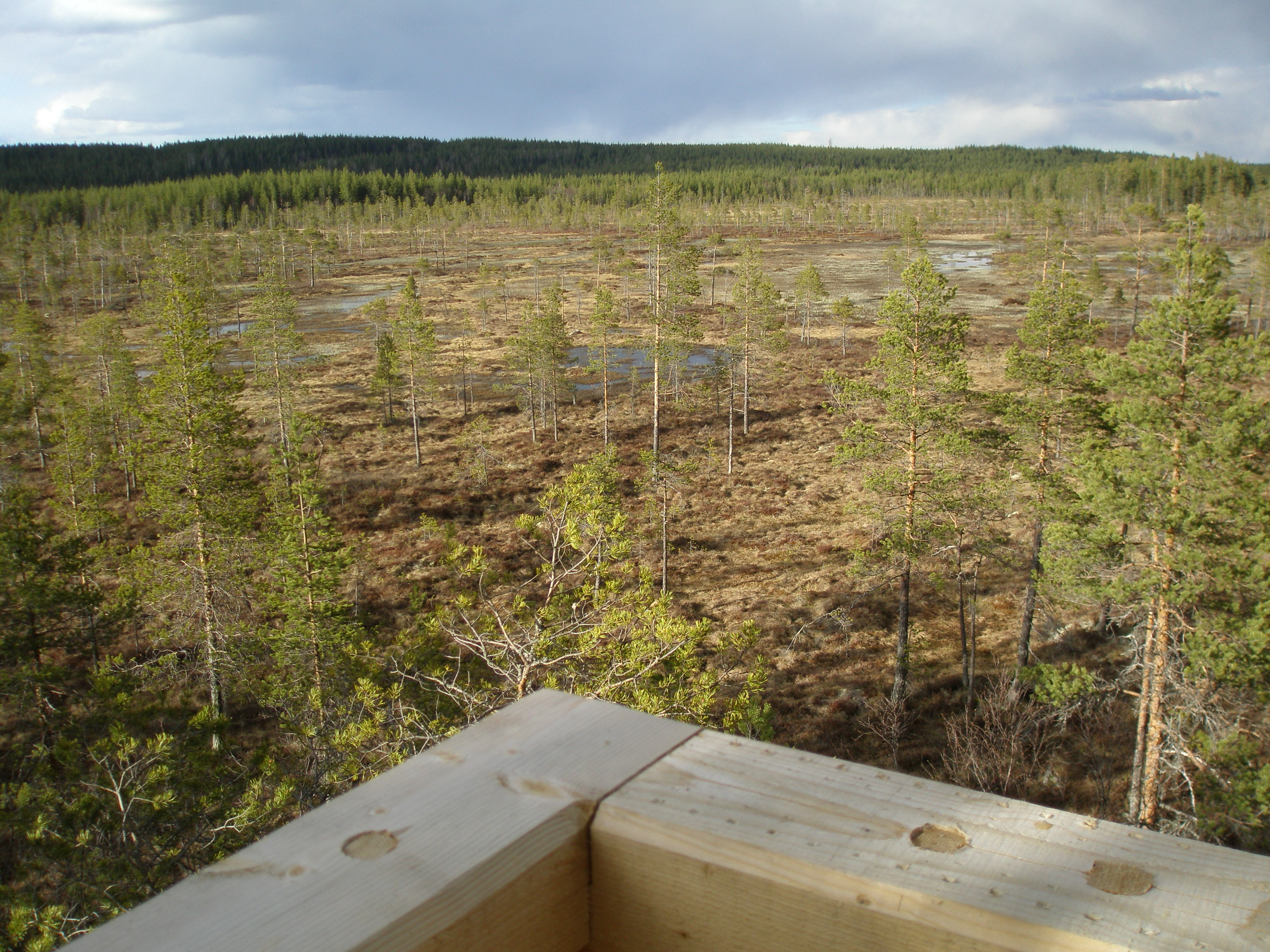
Le parc national de Hamra, fondé en 1909, est l'un des parcs qui ne respectaient pas les critères actuels. Cependant, il fut agrandi en 2011, avec en particulier avec la tourbière de Svartåmyran sur cette photo, et satisfait dorénavant aux critères.

Pour satisfaire au critère de représentativité, Naturvårdsverket est libre de choisir la définition des différents paysages suédois. Dans les plans de 1989 et 2008, l'agence utilise une version simplifiée d'une carte des régions géomorphologiques des pays nordiques établie en 1967. Le pays est ainsi divisé en huit grandes régions. La région arctique comprend une toute petite zone à l'extrême Nord du pays, les montagnes des Alpes scandinaves sont divisées entre les hautes montagnes du Nord et les montagnes du Sud. Depuis les montagnes en allant vers l'Est, les milieux sont répartis en trois zones : la région préalpine, les plaines à collines résiduelles et enfin les terrains ondulants à proximité de la mer Baltique. Les plaines à collines résiduelles et les terrains ondulants se retrouvent plus au sud dans le Småland. Le reste du Sud suédois est divisé entre le paysage à vallées de fracture autour du Bohuslän, entre le Södermanland et l'Östergötland, et dans le Blekinge (incluant donc les grands archipels suédois) et les grandes plaines de l'Uppland au Närke, autour du Vänern, du sud du Småland et de la Scanie. Les îles Öland et Gotland sont aussi dans la catégorie des plaines, mais forment une sous-catégorie à part entière du fait de leurs caractéristiques uniques. En 2017, il n'existe aucun parc national dans les régions préalpine et arctique, ni dans la sous-catégorie des îles Öland et Gotland.

### Processus de création
Le processus de création d'un nouveau parc national commence en général avec les inventaires de la nature effectués régulièrement, souvent sous le contrôle de Naturvårdverket, tels que les inventaires des forêts primaires ou des zones humides. En se basant sur ces inventaires et les critères définissant les parcs nationaux, Naturvårdsverket propose un plan des parcs nationaux (Nationalparksplan) comprenant une liste des parcs potentiels. Durant l'écriture de ce plan, les communes, comtés, les éventuels villages Samis (Sameby) et toute autre organisation locale concernée, ainsi que plusieurs institutions nationales, scientifiques et quelques associations sont invités à apporter leurs commentaires.
Le plan des parcs nationaux sert ensuite de point de départ pour des discussions plus approfondies avec les acteurs locaux. Toutes les propositions présentes dans le plan ne sont pas traitées simultanément, et l'ordre de priorité dépend en général des menaces qui pèsent sur le site et de l'engagement local. La première étape est une pré-étude dont l'objectif est principalement de comprendre les attentes et souvent les craintes des populations locales. Cette étape permet de discuter dans les grandes lignes les règles qui sont envisagées pour le parc, l'opinion des populations locales étant souvent liée aux restrictions que le statut de parc national implique dans leur utilisation de la nature. Au terme de cette étude, si l'ensemble des acteurs concernés est favorable, le processus de création à proprement parler est lancé. Durant cette deuxième phase, la nature et les traces d'occupation passée sont inventoriées en détail, les limites sont définies plus précisément, Naturvårdsverket achète (ou échange) les terrains privés de façon que l'ensemble du territoire appartienne à l’État, des infrastructures touristiques sont mises en place, et le plan de gestion est rédigé. Si le projet final est validé par les acteurs locaux, il est transmis au gouvernement qui propose alors la création du parc national au parlement. Si le Parlement vote favorablement, le gouvernement valide les limites ainsi que l'objectif officiel ; Naturvårdsverket valide le plan de gestion et les règles du parc. Le parc peut alors être inauguré officiellement.

### Gestion et administration
La gestion du parc est organisée par le plan de gestion (Skötselplan) rédigé par Naturvårdsverket en accord avec les acteurs locaux. Ensuite, la gestion du parc est en général confiée aux conseils d'administration des comtés (Länsstyrelse). Lorsque le parc recouvre le territoire de plusieurs comtés, tels que le Tiveden et Färnebofjärden, un seul de ces comtés est choisi pour gérer le site. Alternativement, certains parcs ont une organisation chargée de la gestion, tels que Stiftelsen Tyrestaskogen (« fondation de la forêt de Tyresta ») pour le Tyresta, Laponiatjuottjudus (« gestion de Laponie » en same de Lule) pour les parcs et réserves de la région de Laponie et Kosterhavsdelegationen (« délégation de la mer de Koster ») pour le parc national de Kosterhavet. Ces organisations regroupent des représentants de Natuvårdsverket, des comtés, des communes et parfois d'autres acteurs locaux, y compris des entités privées.

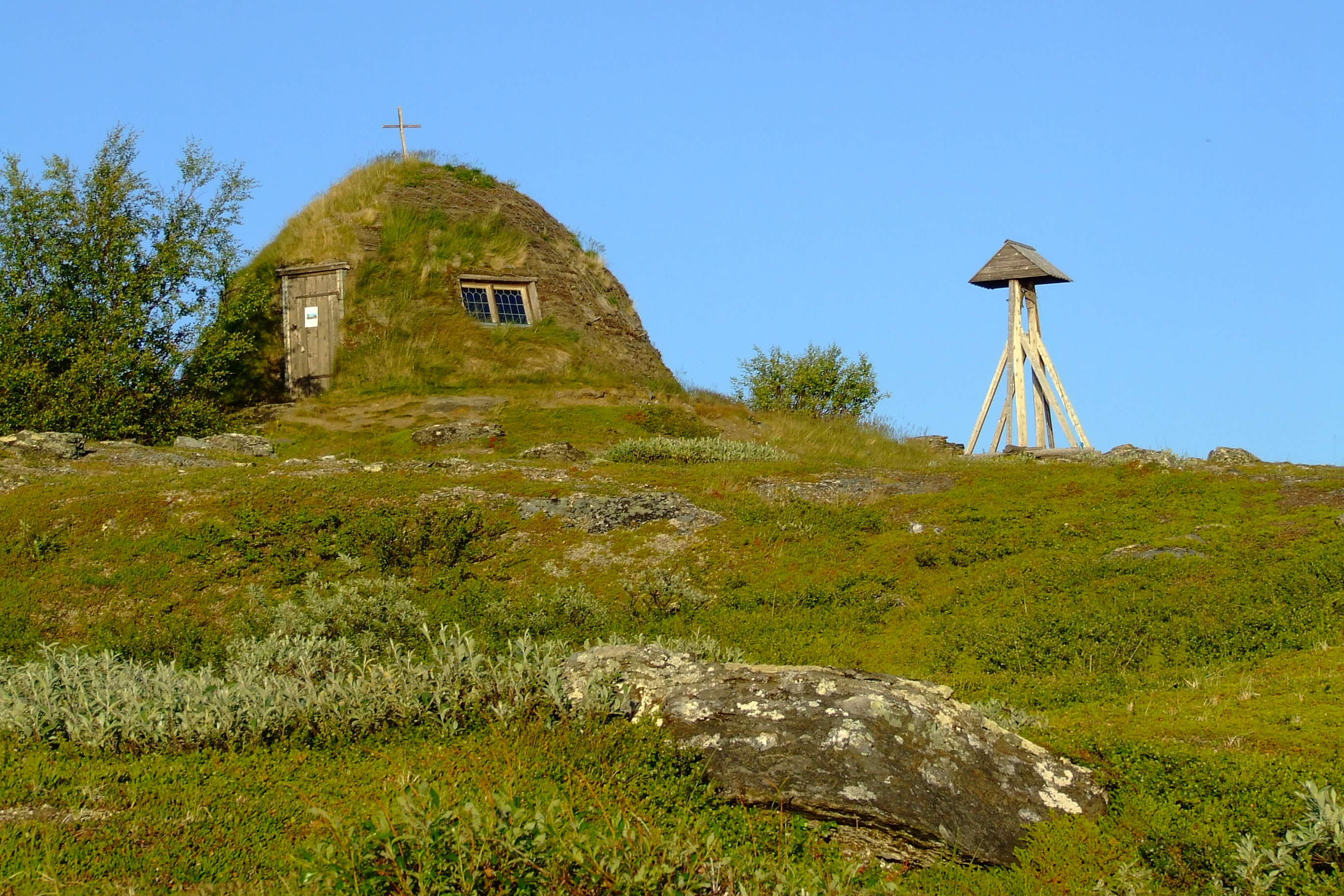
Église samie de Padjelanta. Les Samis disposent de nombreuses dérogations aux règles des parcs nationaux.

Si la règle générale est souvent de laisser la nature évoluer librement, le plan de gestion peut comprendre un certain nombre de mesures actives dans la conservation du parc. Par exemple, les prairies fleuries d'Ängsö sont entretenues par fauchage et pâturage, les forêts jeunes d'Hamra ont été brûlées pour restaurer leur naturalité, et certaines sont même brûlées à intervalles réguliers pour recréer le cycle naturel et de la chaux est ajoutée dans les lacs et cours d'eau de Tyresta pour en corriger l'acidité à la suite des dégâts causés par les pluies acides. Le plan peut aussi autoriser la chasse aux espèces envahissantes, telles que le vison d'Amérique qui nuit à l'avifaune de Kosterhavet.
Naturvårdsverket rédige aussi les règles (föreskrifter) en vigueur dans le parc, là encore en concertation avec les acteurs locaux. Le comté peut autoriser des exceptions à ces règles, mais Naturvårdsverket peut faire appel de cette décision. En général, les règles autorisent la cueillette de baies et de champignons, et il est souvent possible de planter une tente et de faire des feux dans des endroits désignés à cet effet. Certains parcs ont défini des zones interdites d'accès durant certains mois de l'année pour protéger des sites particulièrement sensibles, tels que des sites de nidification d'oiseaux ou à fortes densités de phoques. La chasse et la pêche sont souvent interdites, mais sont parfois autorisées et encadrées par le règlement pour certaines espèces non menacées, telles que l'élan. Dans les parcs nationaux de Laponie, les Samis bénéficient de nombreuses dérogations. En effet, depuis 1977, le peuple sami est reconnu par la Suède comme peuple autochtone et minorité nationale, ce qui implique que le peuple et son mode de vie sont protégés par la loi.

## Tourisme

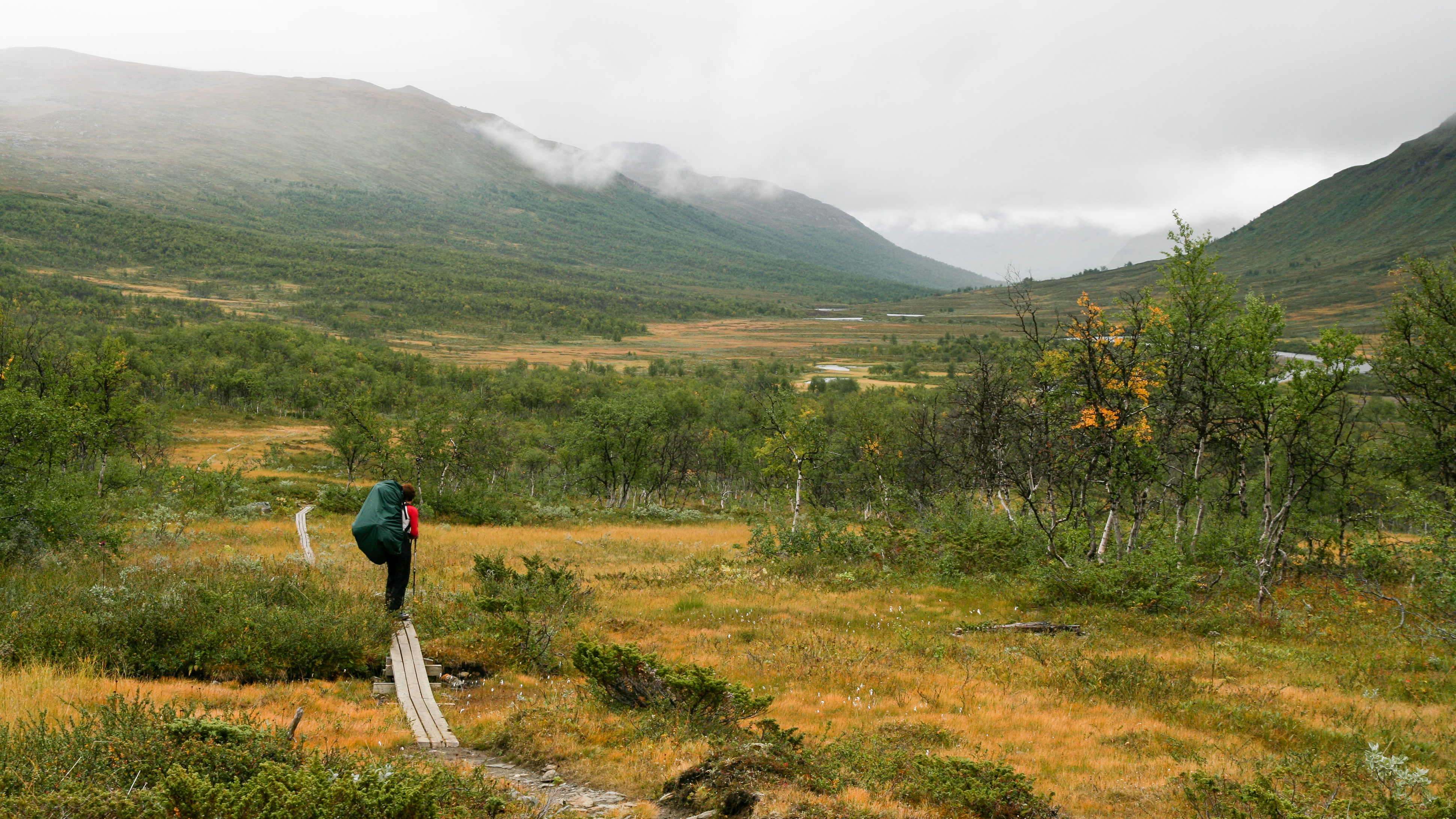
Le sentier de randonnée Padjelantaleden, dans le parc de Padjelanta.

Avec la protection de la nature, la promotion du tourisme est l'une des principales missions des parcs nationaux suédois. Cependant, les différents parcs varient très fortement en termes de fréquentation et d'infrastructures. Ainsi, le nombre de visiteurs varie de moins de 1 000 pour Vadvetjåkka et Töfsingdalen à environ 500 000 par an pour Kosterhavet et Stenshuvud. Une des principales raisons est l'accessibilité. Ainsi, les parcs nationaux à proximité des grandes métropoles suédoises sont ceux qui reçoivent le plus de visites, tels que Kosterhavet près de Göteborg, Stenshuvud et Söderåsen près de Malmö et Tyresta près de Stockholm. En revanche, les parcs de Vadvetjåkka, Töfsingsdalen et Pieljekaise sont situés dans les montagnes du Norrbotten et de Dalécarlie, loin des principaux foyers de peuplement. En outre, certains parcs n'ont pas d'accès routier et s'y rendre nécessite de marcher pendant parfois près d'une journée. Par exemple, accéder à Vadvetjåkka, à l'extrême Nord de la Suède, nécessite environ 10 km de randonnée depuis la route la plus proche, tandis qu'Abisko à environ 30 km de là est accessible directement par route ou voie ferrée, et reçoit ainsi environ 100 000 visiteurs. Dans l'ensemble, la majorité des touristes est originaire de Suède, mais environ 30 % proviennent de l'étranger. Le statut de parc national apporte une certaine reconnaissance. Par exemple, une étude détaillée du tourisme de Fulufjället a été effectuée avant et après la fondation du parc national et rapporte une augmentation de 40 % du nombre de visiteurs.
La randonnée est l'activité la plus populaire et la plupart des parcs nationaux disposent d'un réseau de sentiers, et plusieurs ont aussi des chalets ou des zones destinées aux campeurs. Quelques-uns de ces sentiers ont été aménagés pour permettre aux personnes en fauteuil roulant de les parcourir. Les entrées sont souvent équipées de panneaux indiquant l'existence du parc et décrivant la nature, son histoire et celle de la région. En outre, à l'entrée ou à proximité de certains parcs, un Naturum est aménagé : il s'agit d'un centre d'information offrant une exposition sur la nature et la région et pouvant offrir des conseils pour les visiteurs.

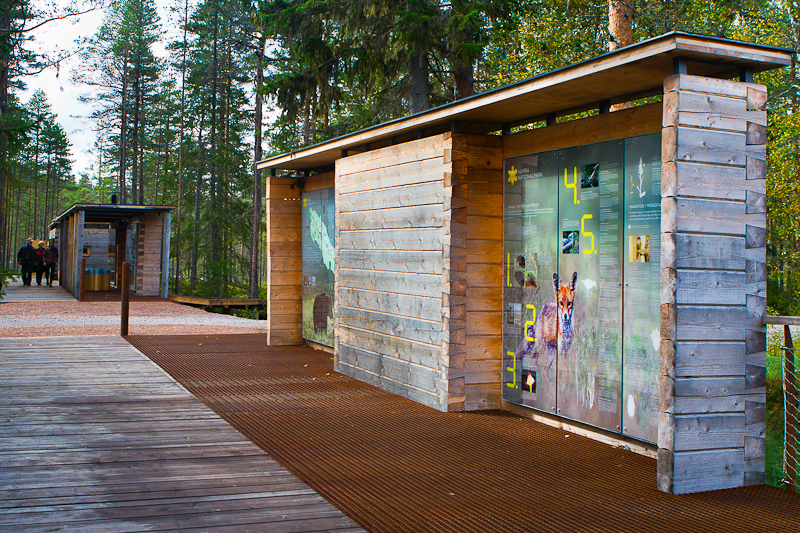
Panneaux d'informations à l'entrée du parc de Hamra.
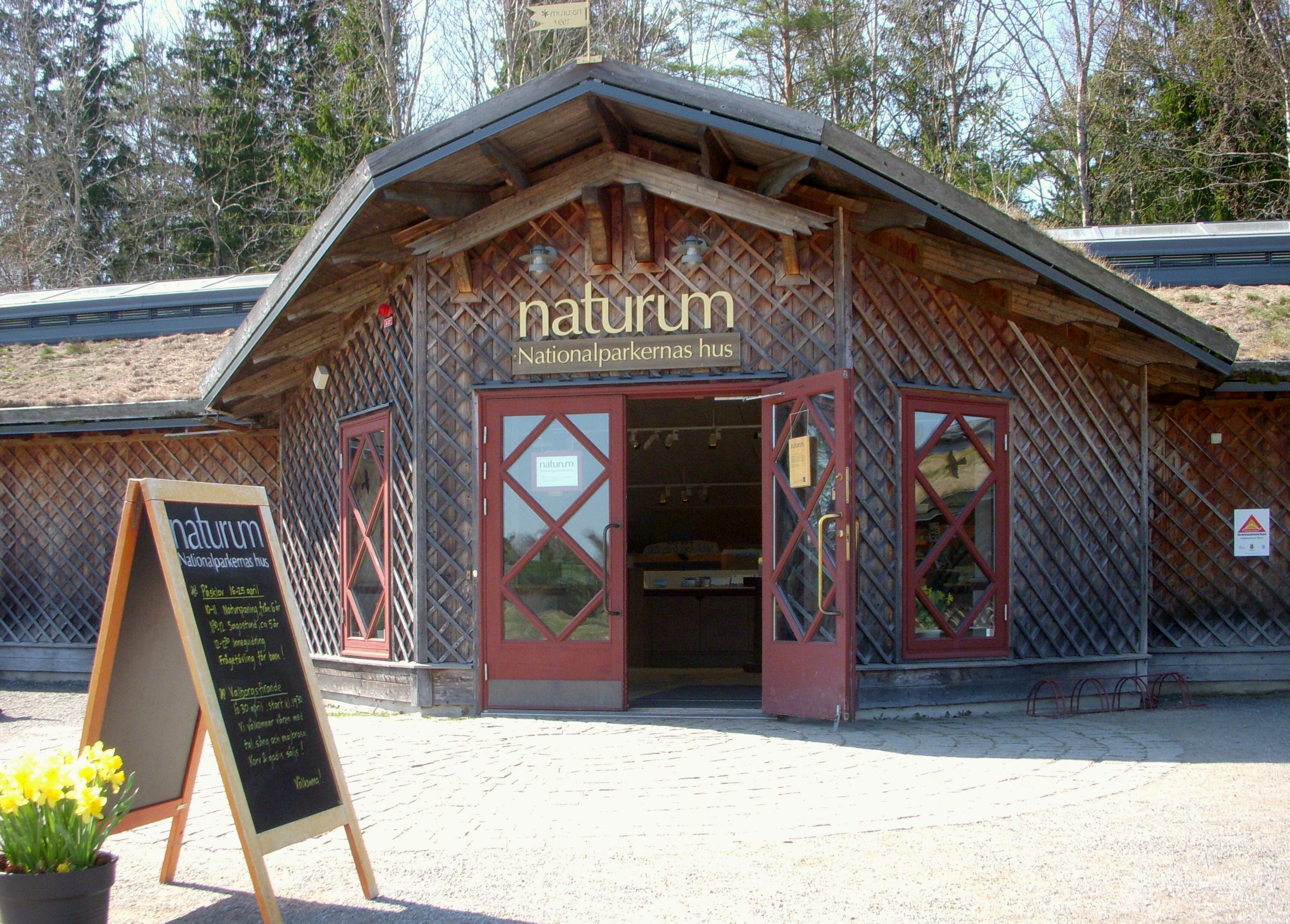
Le Naturum de Tyresta, qui contient une exposition sur l'ensemble des parcs nationaux suédois.
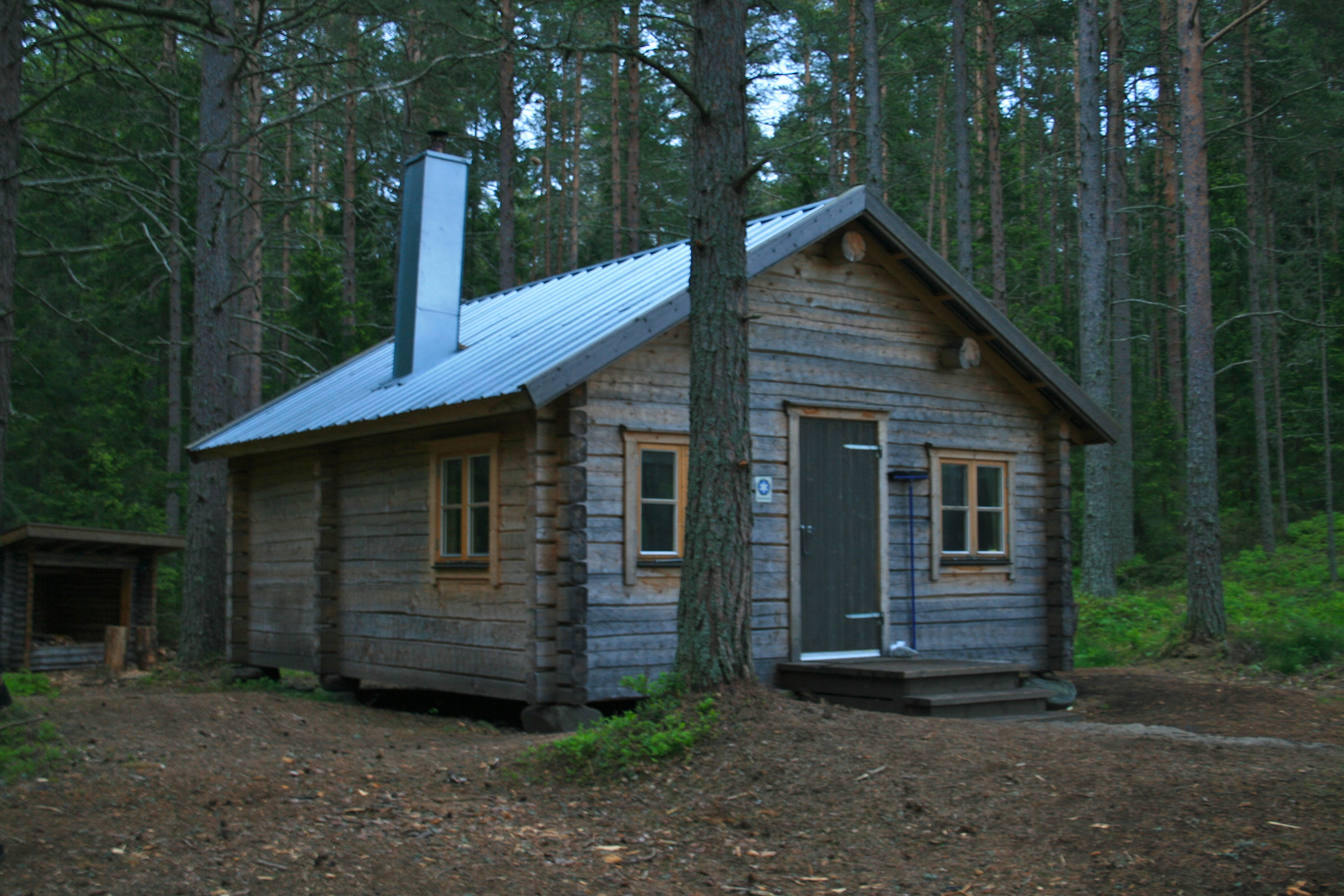
Un chalet pour passer la nuit dans le parc de Skuleskogen.
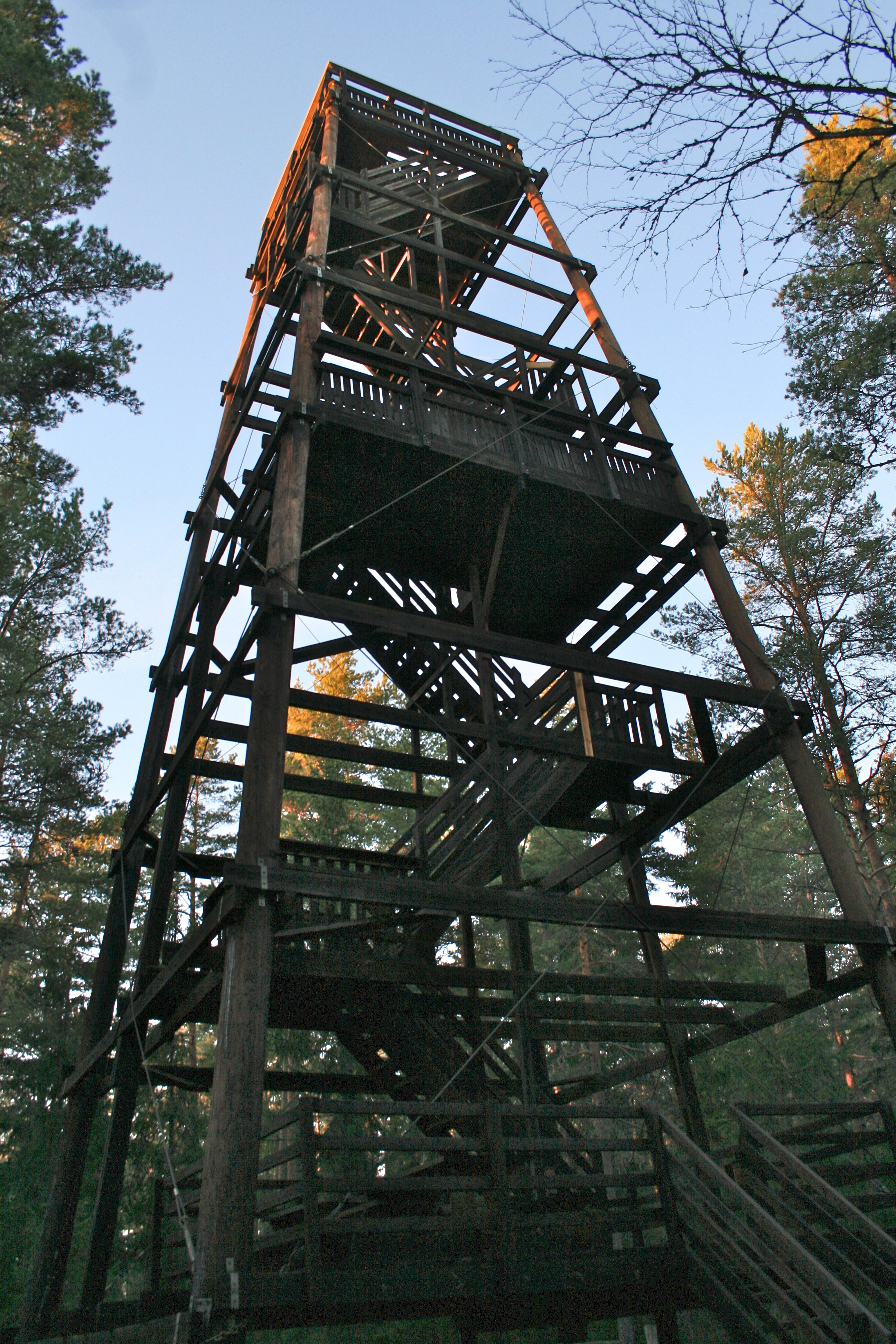
Tour d'observation dans le parc de Färnebofjärden.

## Liste des parcs

### Parcs existants
En 2018, la Suède compte 30 parcs nationaux, dont la superficie totale est de 741 318 ha,. Excluant les zones marines, cela correspond à environ 1,5 % de la surface du pays. Au total, en 2016, la surface protégée en Suède atteignait 11,1 % de la surface totale, en grande majorité sous le statut de réserve naturelle (qui à elles seules correspondent à 9,3 % de la surface du pays). Malgré les efforts pour améliorer leur représentativité, les parcs nationaux restent majoritairement concentrés dans les montagnes du comté de Norrbotten, représentant environ trois quarts de la superficie totale.
| Nom                  | Image | Comté                                    | Superficie | Fondation                     | Autre classement | Description |
| -------------------- | ----- | ---------------------------------------- | ---------- | ----------------------------- | --- | --- |
| Abisko               |       | Norrbotten                               | 7 700 ha   | 1909                          | | Vallée entourée sur trois côtés par les montagnes des Alpes scandinaves. Riche faune et flore alpine.                                                                  |
| Garphyttan           |       | Örebro                                   | 111 ha     | 1909                          | | Ancien paysage agricole, avec des prairies fleuries. |
| Gotska Sandön        |       | Gotland                                  | 4 490 ha   | 1909, agrandi en 1963 et 1988 | | Île isolée de la mer Baltique, avec de nombreuses plages et dunes ainsi qu'une forêt de pins.                                                                          |
| Hamra                |       | Gävleborg                                | 1 383 ha   | 1909, agrandi en 2011         | | Forêts primaires de conifères et tourbières. |
| Pieljekaise          |       | Norrbotten                               | 15 340 ha  | 1909, agrandi en 1913         | | Parc isolé des Alpes scandinaves couvert principalement d'une vaste forêt de bouleaux en grande partie vierge. Riche faune, pour laquelle le parc constitue un refuge. |
| Sarek                |       | Norrbotten                               | 197 000 ha | 1909, agrandi en 1962         | Patrimoine mondial (1996, Région de Laponie)                                                                             | Région la plus montagneuse de Suède, contenant plusieurs des plus hautes montagnes du pays.                                                                            |
| Stora Sjöfallet      |       | Norrbotten                               | 127 800 ha | 1909, réduit en 1919          | Patrimoine mondial (1996, Région de Laponie)                                                                             | Paysage montagneux et escarpé. Tire son nom d'une grande cascade, dégradée, tout comme la faune du parc, par la construction d'un barrage.                             |
| Sonfjället           |       | Jämtland                                 | 10 440 ha  | 1909, agrandi en 1989         | | Comprend la montagne isolée de Sonfjället et une partie des forêts alentour. Protège une importante population d'ours brun.                                            |
| Ängsö                |       | Stockholm                                | 188 ha     | 1909, agrandi en 1988         | | Îles avec des prairies fleuries caractéristiques d'un paysage agricole. Comprend aussi des forêts de pins.                                                             |
| Dalby Söderskog      |       | Scanie                                   | 37 ha      | 1918                          | | Petit parc national au sud du pays, couvert d'une forêt de feuillus et d'une flore très riche, plutôt caractéristique du reste de l'Europe.                            |
| Vadvetjåkka          |       | Norrbotten                               | 2 630 ha   | 1920                          | | Parc le plus au nord du pays, au paysage désolé. Le sol calcaire favorise une flore relativement riche ; on y trouve aussi plusieurs grandes grottes.                  |
| Blå Jungfrun         |       | Kalmar                                   | 198 ha     | 1926                          | | Petite île de granite rouge, avec une riche végétation. |
| Norra Kvill          |       | Kalmar                                   | 111 ha     | 1927, agrandi en 1994         | | Forêt ancienne avec une flore riche. |
| Töfsingdalen         |       | Dalécarlie                               | 1 615 ha   | 1930                          | | Terrain vallonné en grande partie désolé et difficilement accessible.                                                                                                  |
| Muddus               |       | Norrbotten                               | 49 340 ha  | 1942, agrandi en 1984         | Patrimoine mondial (1996, Région de Laponie)                                                                             | Vaste complexe de tourbières et forêt vierge, accueillant une riche avifaune. La partie sud est découpée par des canyons et abrite une grande cascade.                 |
| Padjelanta           |       | Norrbotten                               | 198 400 ha | 1962                          | Patrimoine mondial (1996, Région de Laponie)                                                                             | Zone de montagnes moins escarpées que le parc voisin Sarek, entrecoupées de grands lacs. Prairies richement fleuries et faune relativement riche.                      |
| Store Mosse          |       | Jönköping                                | 7 850 ha   | 1982                          | Site Ramsar (1974, Store Mosse et Kävsjön)                                                                               | Plus vaste réseau de tourbières du Sud de la Suède. Avifaune exceptionnellement riche.                                                                                 |
| Tiveden              |       | Örebro et Västra Götaland                | 2 030 ha   | 1983, agrandi en 2017         | | Relief accidenté recouvert d'une forêt ancienne. |
| Skuleskogen          |       | Västernorrland                           | 3 062 ha   | 1984, agrandi en 1991 et 2009 | Patrimoine mondial (2000, Haute Côte / Archipel de Kvarken)                                                              | Terrain vallonné et accidenté sur la côte de la Baltique. Flore variée. Nombreux sites de l'âge du bronze.                                                             |
| Stenshuvud           |       | Scanie                                   | 390 ha     | 1986                          | | Colline surplombant la mer Baltique. Faune et flore à la fois riches et très variées.                                                                                  |
| Björnlandet          |       | Västerbotten                             | 2 369 ha   | 1991, agrandi en 2017         | | Forêt primaire sur un terrain légèrement vallonné. |
| Djurö                |       | Västra Götaland                          | 2 400 ha   | 1991                          | Réserve mondiale de biosphère (2010, Archipel du Vänern)                                                                 | Archipel au milieu du lac Vänern. Riche avifaune. |
| Tyresta              |       | Stockholm                                | 1 970 ha   | 1993                          | | Une forêt quasiment vierge à proximité de la capitale. |
| Archipel d'Haparanda |       | Norrbotten                               | 6 000 ha   | 1995                          | | Archipel du nord de la Suède. Nombreuses plages sableuses et dunes. Flore et avifaune intéressantes.                                                                   |
| Tresticklan          |       | Västra Götaland                          | 2 909 ha   | 1996                          | | Forêt quasi intouchée entrecoupée de nombreux lacs. |
| Färnebofjärden       |       | Gävleborg Dalécarlie Västmanland Uppsala | 10 100 ha  | 1998                          | Site Ramsar (2001, Dalälven-Färnebofjärden) · Réserve mondiale de biosphère (2011, Paysage de la rivière Nedre Dalälven) | Vaste plaine inondée par le fleuve Dalälven. Avifaune très riche. |
| Söderåsen            |       | Scanie                                   | 1 625 ha   | 2001                          | | Horst profondément découpé par plusieurs petites vallées. Faune et flore très riches.                                                                                  |
| Fulufjället          |       | Dalécarlie                               | 38 500 ha  | 2002                          | | Montagnes recouvertes de landes uniques en Suède car non broutées par les rennes. Abrite la cascade Njupeskär, la plus haute du pays.                                  |
| Kosterhavet          |       | Västra Götaland                          | 38 878 ha  | 2009                          | | Premier parc marin suédois. Parmi les plus riches eaux de Suède, avec en particulier le seul récif corallien d'eau froide du pays.                                     |
| Åsnen                |       | Kronoberg                                | 1 868 ha   | 2018                          | Site Ramsar (1989, Lac Åsnen)                                                                                            | Archipel lacustre, recouvert d'une forêt vierge. Vie animale et végétale riche, que cela soit dans la partie aquatique ou terrestre.                                   |
| Nämdöskärgården      |       | Stockholm                                | 25 720 ha  | 2025                          | | Une partie de l'archipel de Stockholm, avec environ 1 400 îles et îlots.                                                                                               |

### Projets de futurs parcs
Parmi les propositions du plan de 2008, il reste encore douze nouveaux parcs nationaux à créer, et l'extension de Sarek, Padjelanta et Gotska Sandön.
- Projet prioritaire pour 2015-2020[18]

| Nom                 | Image | Comté                | Superficie | Autre classement   | Avancement                                                                                                   | Description |
| ------------------- | ----- | -------------------- | ---------- | ------------------ | --- | --- |
| Vålådalen – Sylarna |       | Jämtland             | 230 000 ha |                    | Projet abandonné.                                                                                            | Paysages alpins et forêt de montagne. 120 000 ha déjà classés réserve naturelle. |
| Bäste träsk         |       | Gotland              | 5 000 ha   |                    | En conflit avec un projet de carrière de calcaire. Pré-étude commencée en 2016. Inauguration prévue en 2025. | Une mosaïque de lacs, marais, alvars et forêt de pins. Représentatif de la nature de Gotland, sans équivalent en Suède, mais aussi unique à l'échelle européenne. |
| Reivo               |       | Norrbotten           | 12 000 ha  |                    | Conflit possible avec les chasseurs.                                                                         | Région vallonnée, couverte d'une vaste forêt primaire. |
| Blaikfjället        |       | Västerbotten         | 40 000 ha  | Site Ramsar (2013) | | Plateau avec le plus vaste réseau de tourbières au sud de Sjaunja et des anciennes forêts. Actuellement réserve naturelle. |
| Kebnekaise          |       | Norrbotten           | 65 000 ha  |                    | | Paysage alpin, incluant le point culminant de la Suède. De grande importance touristique. |
| Koppången           |       | Dalécarlie           | 5 000 ha   | Site Ramsar (2013) | | Complexe marécageux vaste et varié ; forêts anciennes et localement très riches. |
| Rogen-Juttulslätten |       | Jämtland, Dalécarlie | 100 000 ha |                    | | Zone de type préalpine caractérisé par sa concentration de moraines de Rogen, unique en Europe. Le parc national de Töfsingdalen est inclus dans ce nouveau parc. |
| Sankt Anna          |       | Östergötland         | 10 000 ha  |                    | | Une grande section de l'archipel externe de l'Östergötland presque totalement non affecté par la présence humaine. |
| Tavvavuoma          |       | Norrbotten           | 40 000 ha  | Site Ramsar (1974) | | Toundra suédoise, avec de nombreuses zones humides et tourbières, en particulier la principale zone à palses de Suède. Riche avifaune. |
| Vindelfjällen       |       | Västerbotten         | 560 000 ha |                    | | Une vaste zone représentative des différents écosystèmes des montages suédoises, s'étalant des hauts sommets aux forêts vierges à leur pied. Toute la superficie est déjà comprise dans la réserve naturelle de Vindelfjällen, qui est l'une des plus grandes d'Europe. |